# Czartoryski-Museum

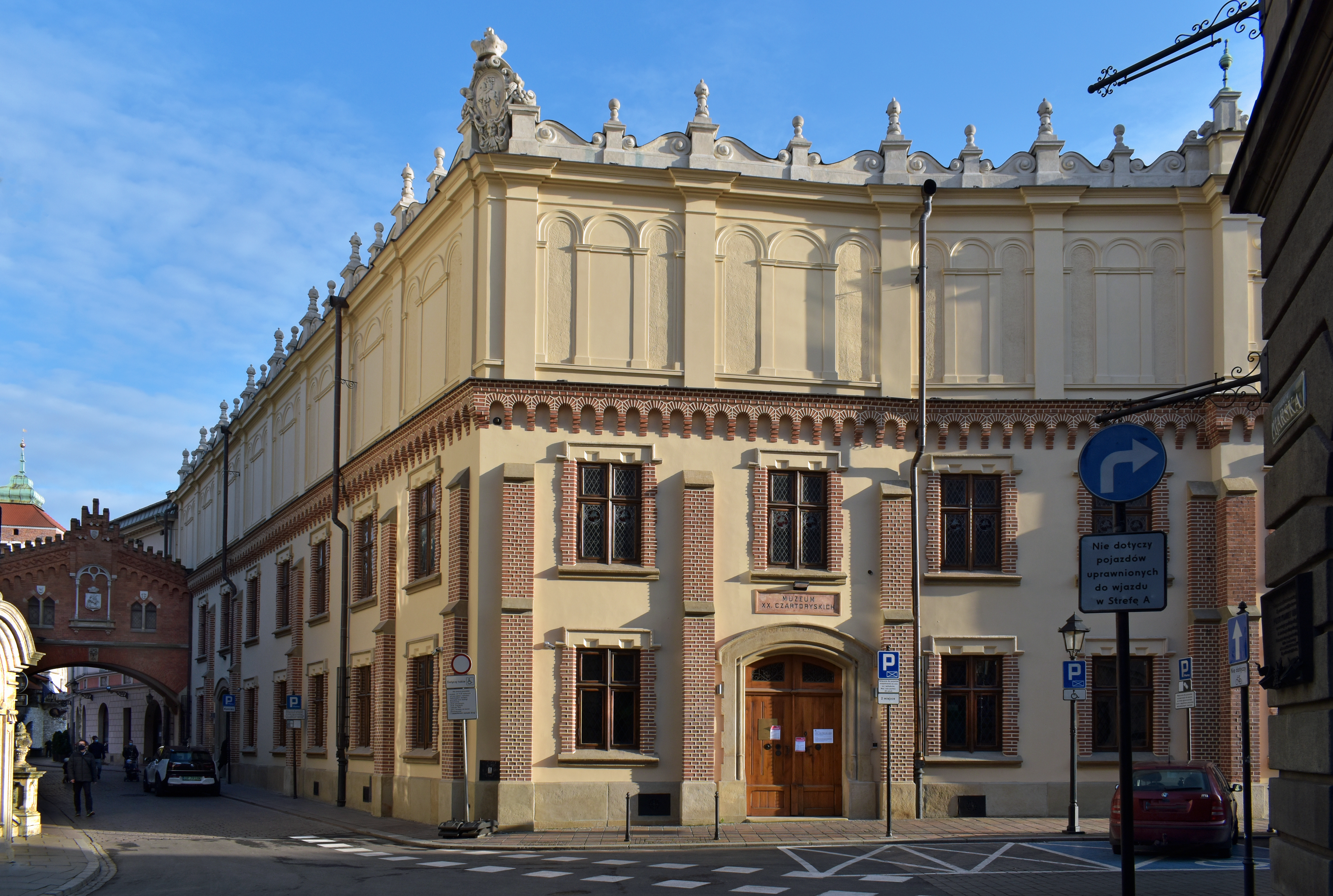
Czartoryski-Museum in Krakau

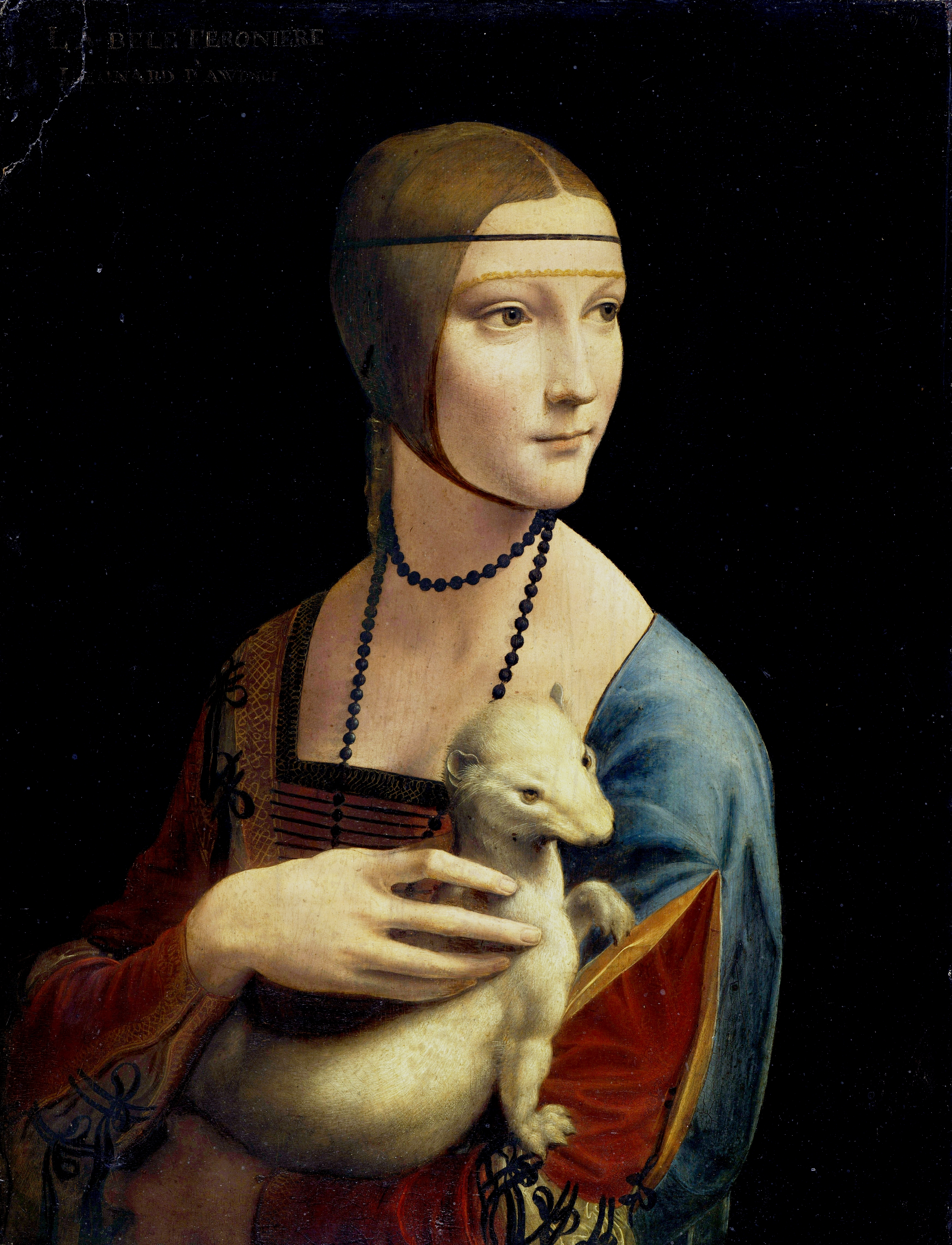
Die Dame mit dem Hermelin, Leonardo da Vinci, um 1483–1490

Das Czartoryski-Museum [t͡ʃartɔ'riski] in Krakau (Muzeum Książąt Czartoryskich w Krakowie „Museum der Fürsten Czartoryski in Krakau“) wurde 1796 von Fürstin Izabella Czartoryska gegründet und ist das älteste Museum Polens. Es ist eine Zweigstelle des Krakauer Nationalmuseums. Das Museum befand sich ursprünglich in Puławy, der Residenz der Fürsten Czartoryski, und entstand als Schatzkammer für die königlichen Juwelen sowie Kriegs- und Krontrophäen, aber auch als Sammlung von Kunstwerken, wie Gemälden, Kunst- und Militärhandwerk sowie Erinnerungsstücken berühmter Persönlichkeiten. 
Militaria, Regalien und Dokumente wurden im sogenannten Sibyllentempel untergebracht und die Gemälde, das Kunsthandwerk sowie die Raritäten fanden im Gotischen Haus ihren Platz. 

## Geschichte

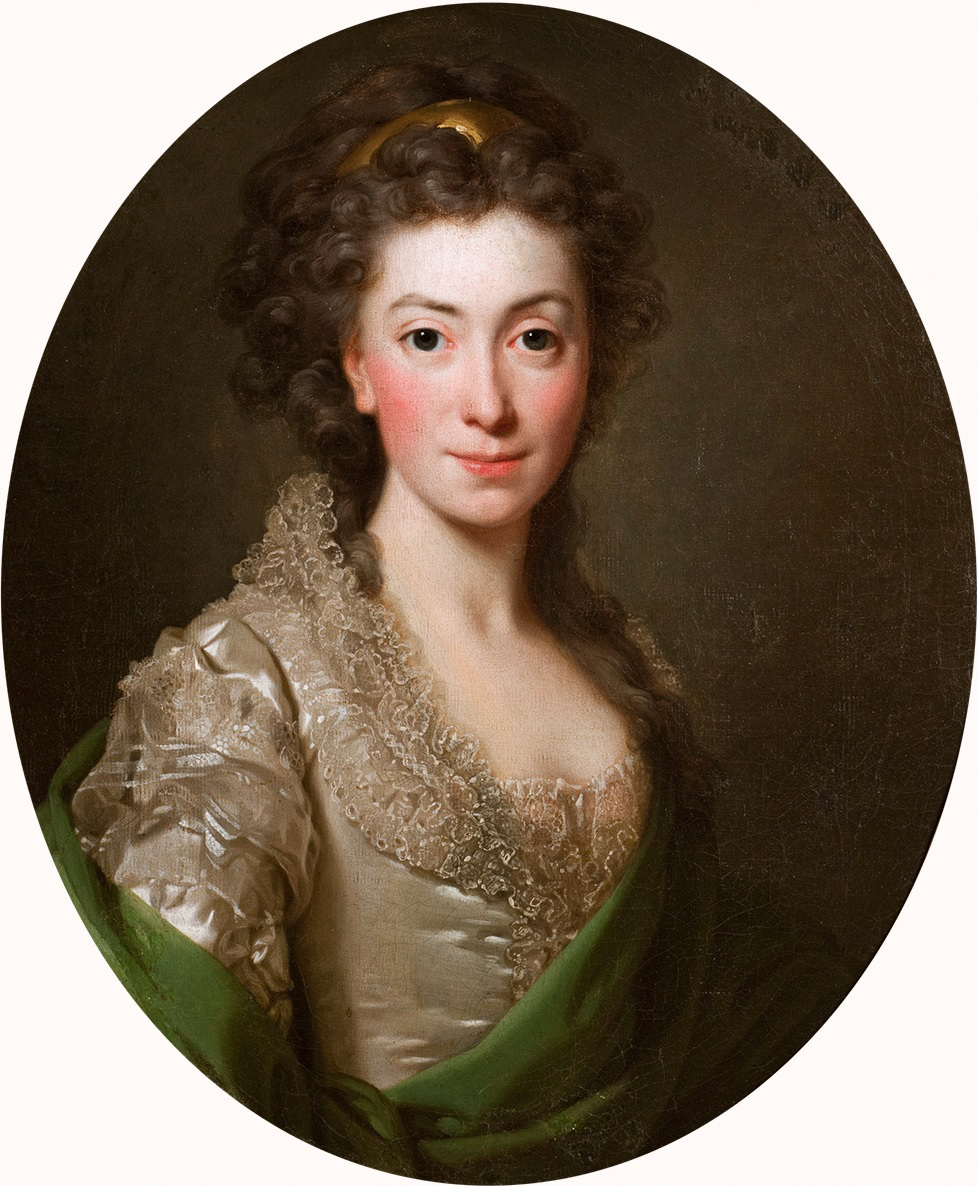
Fürstin Izabella Czartoryska geb. Gräfin Flemming

Nach der Niederschlagung des Novemberaufstandes 1830 wurden die von der Konfiszierung bedrohten Sammlungen nach Paris geschafft und im 1842 erworbenen Hôtel Lambert untergebracht. Im Jahr 1876 brachte der Fürst Władysław Czartoryski (1828–1894) die Sammlung nach Krakau. Die Krakauer Gemeinde schenkte der Sammlung das Gebäude des ehemaligen Stadtarsenals und die Eigentümer kauften in der Nachbarschaft drei Häuser und einen Teil des früheren Piaristenklosters hinzu. Im Ergebnis des Umbaus, der nach dem Projekt des französischen Architekten Gabriel Ouradou durchgeführt wurde, war der Czartoryski-Palast (Ecke ul. Św. Jana und Pijarska) durch einen Verbindungsgang nach dem Vorbild der Venediger Seufzerbrücke mit dem sogenannten Kleinen Kloster verbunden, an das sich wiederum das Gebäude des Arsenals (ul. Pijarska 8) anschließt. Über dem Eingang wurde die aus Puławy hierher verlegte Inschrift angebracht, die das Motto der Sammlung darstellt: „Die Vergangenheit der Zukunft“. Im Jahr 1897 gründete der Fürst Adam Ludwik Czartoryski aus seinen Gütern in Sieniawa ein Majoratsgut, dessen Vermögen die Existenz des Museums und der Bibliothek sicherten. 
Nach Ausbruch des Zweiten Weltkriegs wurde der wertvollste Teil der Sammlung evakuiert und im Palast in Sieniawa versteckt. Am 16. oder 17. September erfuhren die Deutschen von dem Versteck und begannen mit Plünderungen. Sie zerschmetterten die Truhen und warfen die darin versteckten Kunstwerke auf den Boden. Damals gingen 64 Objekte aus der sog. königlichen Schatulle, 156 Objekte antiker Goldschmiedekunst, 104 Objekte moderner Goldschmiedekunst und 375 Goldmünzen unwiederbringlich verloren. Während der deutschen Besetzung Krakaus kam es weiterhin zu Plünderungen.
Die Sammlungen, die das Museum und die Bibliothek umfassen, blieben bis 1945 im Eigentum der Familie Czartoryski. Seit 1950 wurden sie vom Nationalmuseum Krakau – als eine seiner Abteilungen – verwaltet. 1960 wurde auf Bemühen des Nationalmuseums in Krakau der Bau des neuen Sitzes der Czartoryski-Bibliothek abgeschlossen.

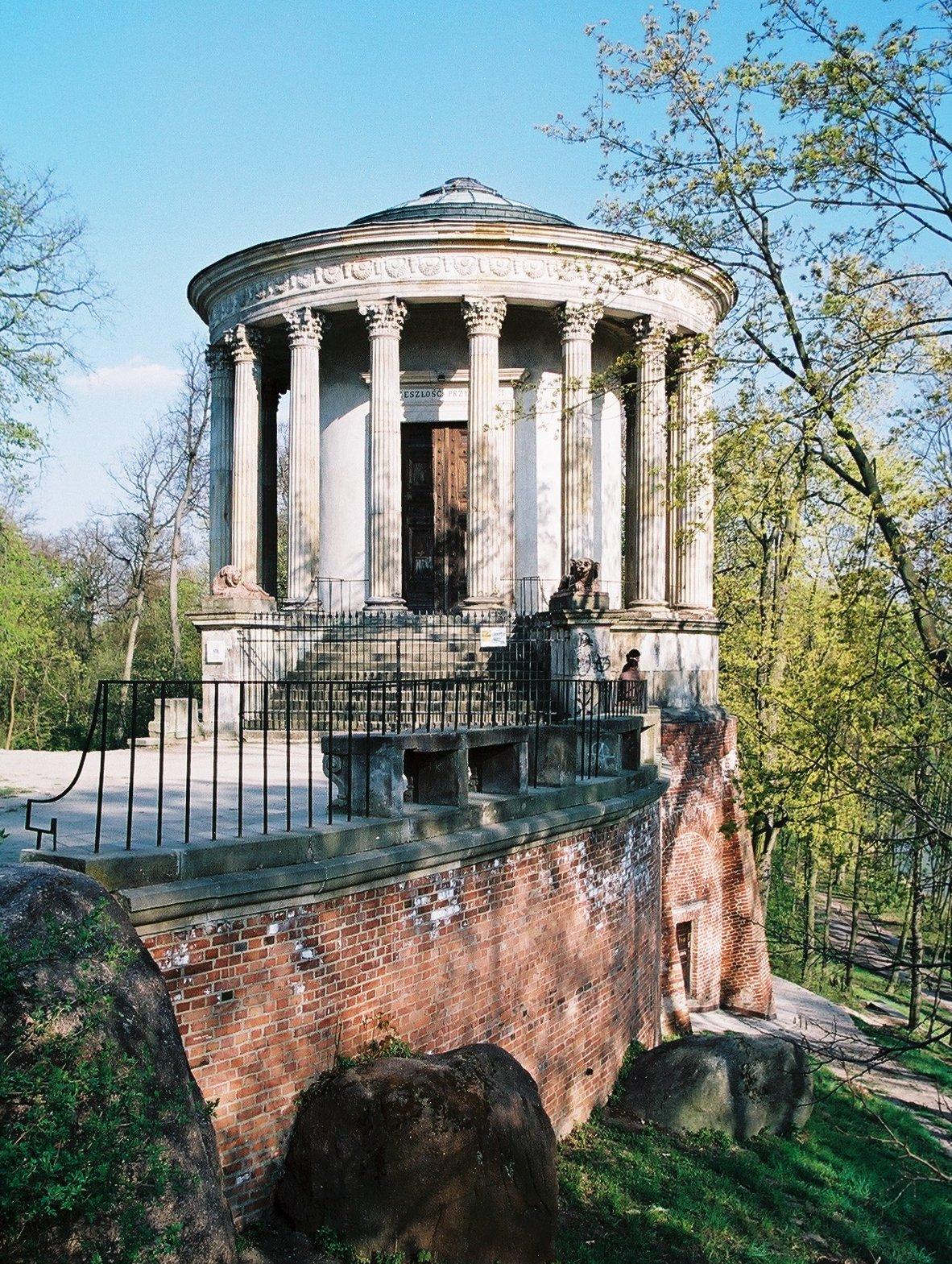
Sibyllentempel im Schlosspark von Puławy

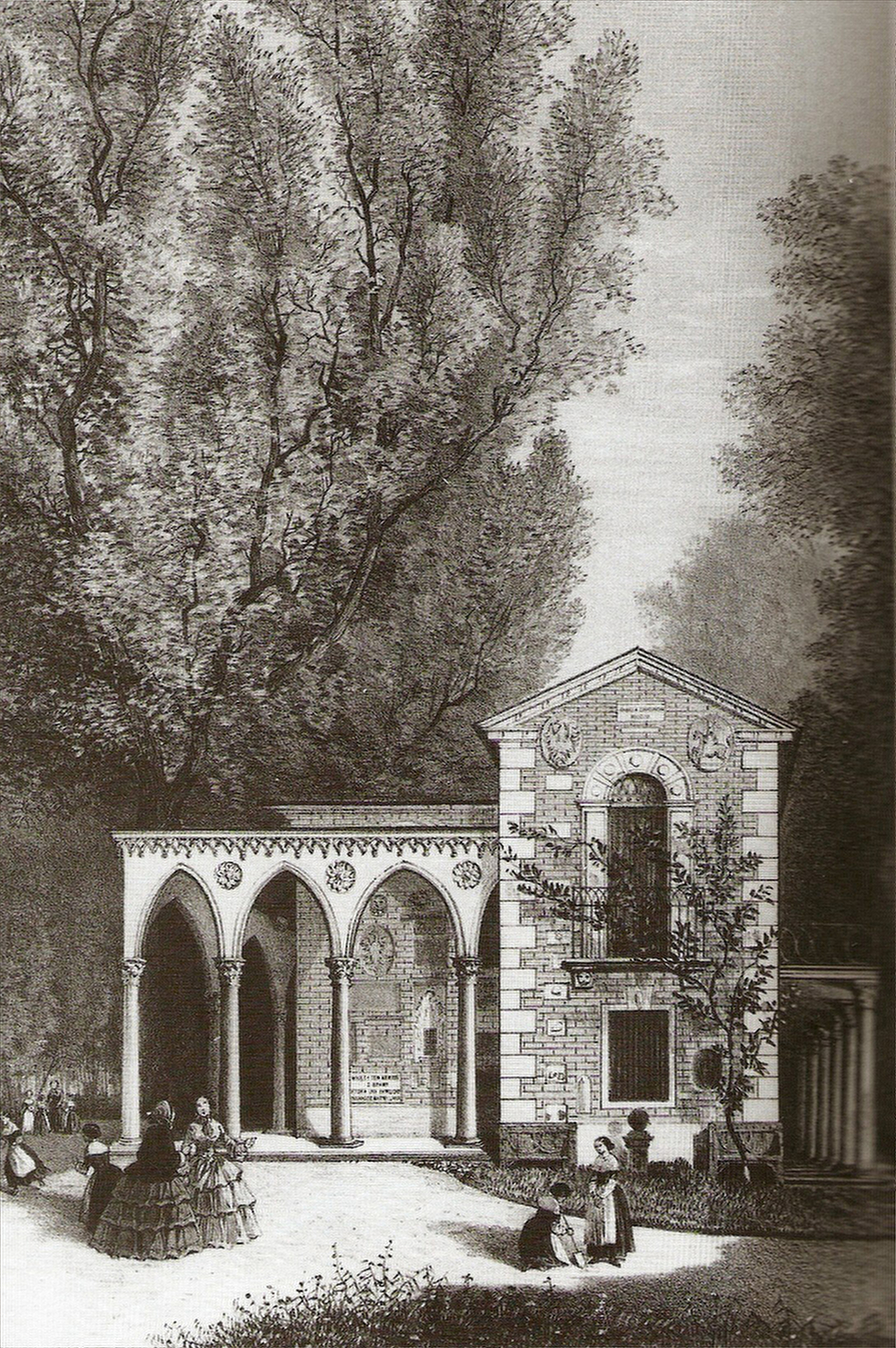
Das Gotische Haus in Puławy

Die Czartoryski Stiftung im Nationalmuseum in Krakau entstand 1991 auf Initiative von Adam Karol Czartoryski, dem Erben der Kunstsammlung sowie von Archiva und Bibliotheksbeständen, die sich teilweise in Paris befanden, überwiegend aber nach 1990 aus den Museumsbeständen in Krakau der Familie zurückgegeben wurden. Ihr Ziel ist die Fortführung der bisherigen Tätigkeit: "Sie soll in Übereinstimmung mit der ehrenvollen Puławer Parole die Vergangenheit in Erinnerung halten, den aktuellen Bedürfnissen der Gesellschaft dienen und in die Zukunft führen". Die neue Stiftung hat die Disponierung über die Sammlungen, die weiterhin durch den Staat finanziert werden, übernommen. Die Verwaltung der Sammlung übernahm das Nationalmuseum in Krakau. Der Sitz der Stiftung befindet sich im Museumsgebäude. Zusammen mit der Sammlung der Czartoryski-Stiftung werden im Czartoryski-Museum auch zum Nationalmuseum gehörende Objekte aufbewahrt und präsentiert, darunter Werke der westeuropäischen Malerei und Denkmäler der Antiken Kunst. Am 29. Dezember 2016 erwarb der polnische Staat die Czartoryski-Kunstsammlung von der Czartoryski-Stiftung. Die Sammlung umfasst neben Werken der bildenden Kunst auch 86 000 Museumsobjekte und 250 000 Bücher und Handschriften.
Im Museum befinden sich vier ständige Galerien:
- Galerie der Westeuropäischen Malerei
- Erinnerungsstücke an die polnische Geschichte aus dem 14. bis zum 18. Jahrhundert und Europäisches Kunsthandwerk
- Das Waffenmuseum und Erinnerungsstücke aus Puławy
- Galerie der Antiken Kunst

Außerhalb des ständigen Museumssitzes, als Depositorium im Königsschloss auf dem Wawel, werden außergewöhnlich wertvolle, aus dem Kronschatz, den Königsgräbern sowie aus dem Kapitelschatz stammende Objekte ausgestellt, die für die Puławy-Sammlungen von Fürstin Izabella sowie Tadeusz Czacki persönlich erworben wurden. Zu ihnen gehören die Streitkeulen der königlichen Wache, die Krönungsschuhe des Königs Sigismund II. August (1529), ein Kreuzfahrerschwert (vor 1410) sowie eine Säbelklinge, die König Stefan Batory von Papst Gregor XIII. erhalten hat.

## Ausstellung

### Palais
Die ständige Ausstellung im Palais des Czartoryski-Museums präsentiert die wertvollste Kunstsammlung Polens und eine der bedeutendsten in Europa. Die Ausstellung umfasst nicht nur Meisterwerke der Weltmalerei wie „Die Dame mit dem Hermelin“ von Leonardo da Vinci oder „Landschaft mit dem barmherzigen Samariter“ von Rembrandt van Rijn, sondern auch andere Werke der Malerei, Skulptur, Handwerkskunst, Waffen oder dekorative Künste. Sie beinhaltet außerdem eine umfangreiche Sammlung von Erinnerungsstücken, die mit der Geschichte Polens verbunden sind.

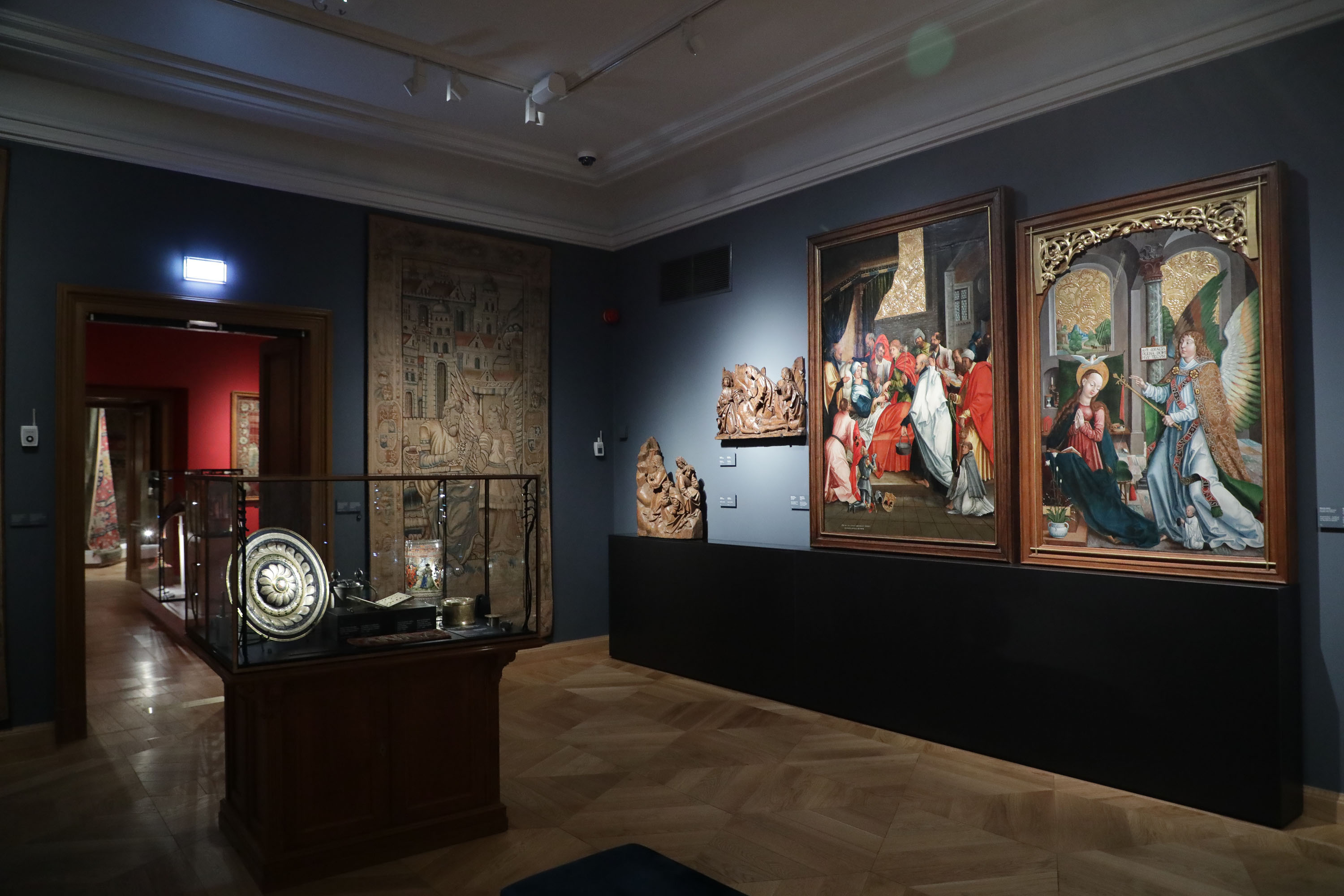
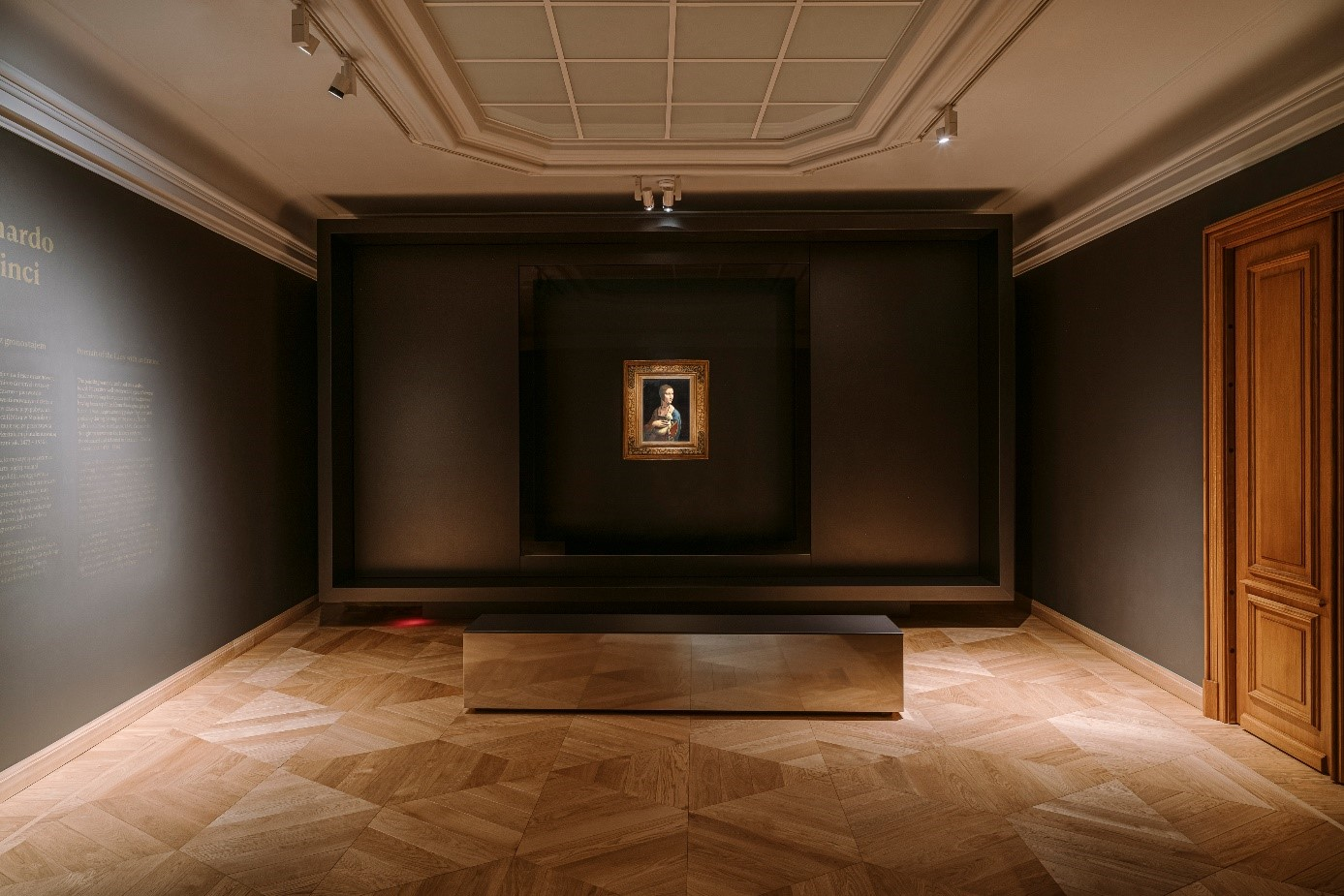
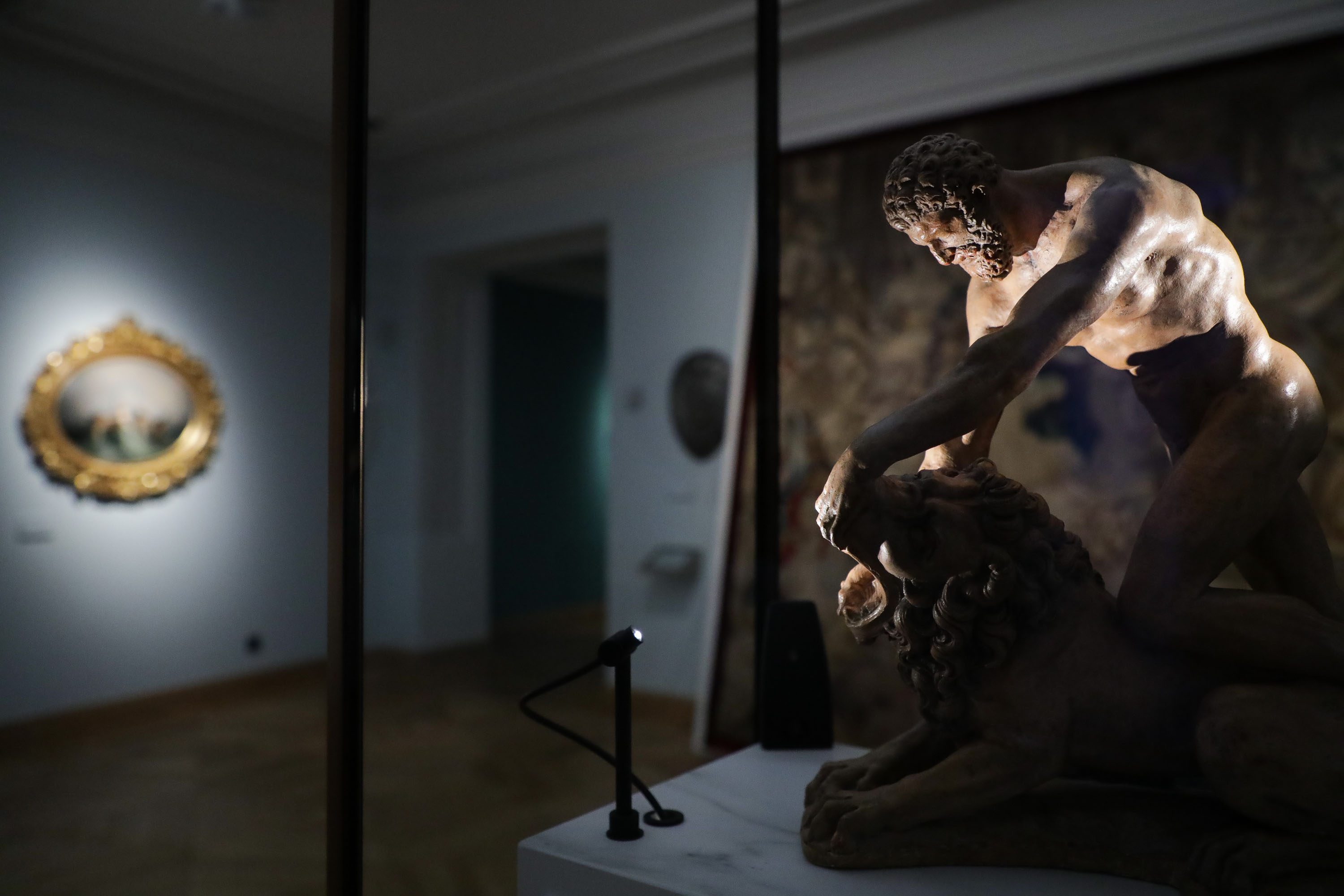
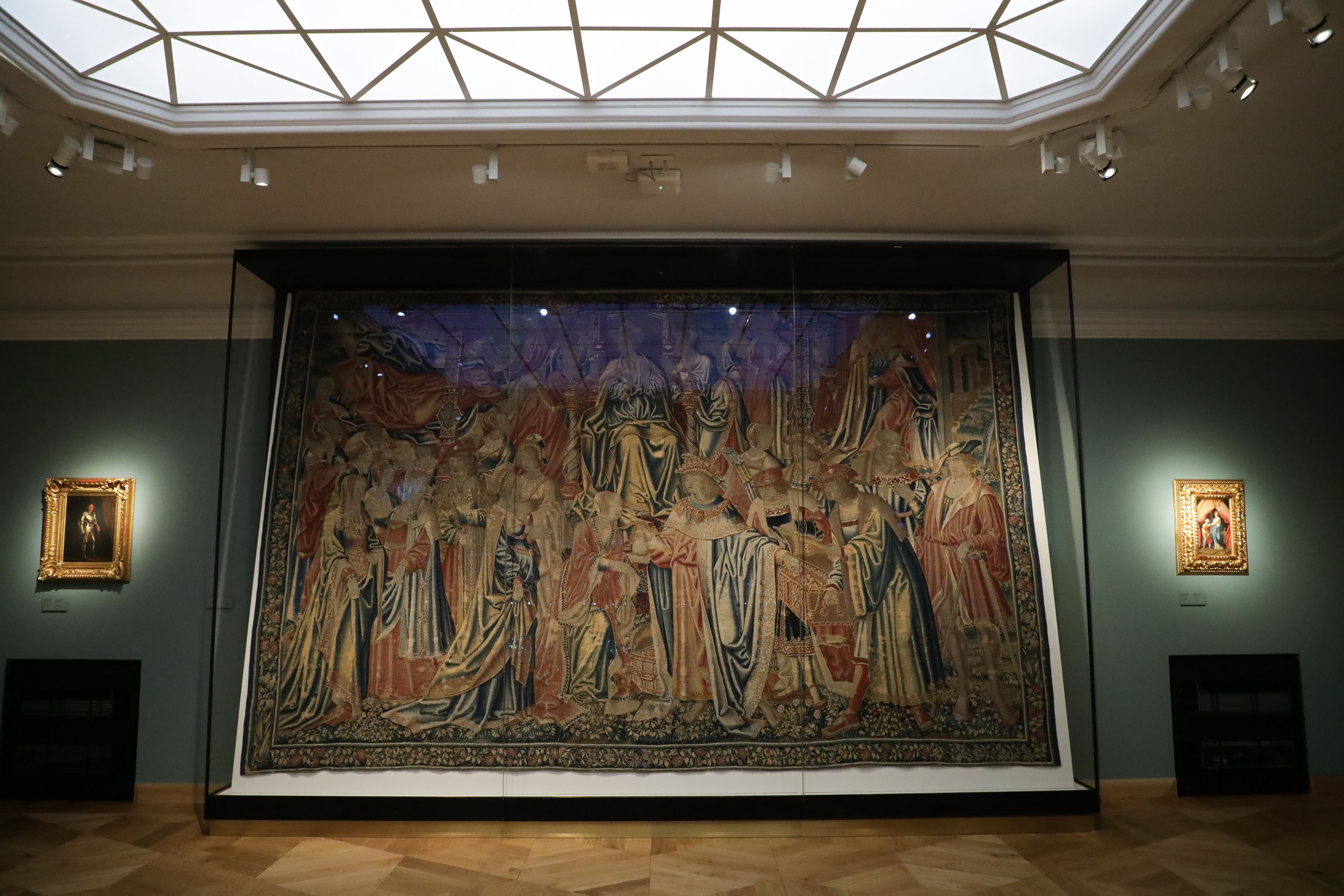

### "Klasztorek"
Der Klasztorek verdankt seinen Namen seiner ehemaligen Zugehörigkeit zum Kloster der Piaristen. Er befindet sich im Herzen des Gebäudekomplexes, der den historischen Sitz des Czartoryski-Museums in Krakau bildet. Das heutige Gebäude wurde nach der Umgestaltung eines Grundstücks, das vom Prinzen Władysław Czartoryski erworben wurde, nach den Entwürfen von Maurice Auguste Gabriel Ouradou, einem französischen Architekten und Restaurierungsleiter (unter anderem an der Kathedrale Notre-Dame in Paris) erbaut.

Die Ausstellung im Klasztorek vereint zwei Hauptthemen: Das erste ergänzt die historische Erzählung und behandelt die napoleonische Ära sowie die Zeit der nationalen Aufstände. Das zweite Thema zeigt Erinnerungsstücke aus der Sammlung von Puławy, die eine Art Gedenkgalerie für Persönlichkeiten bilden, die die Geschichte und Kultur Europas und der Welt nachhaltig geprägt haben (darunter befindet sich beispielsweise der Stuhl von Shakespeare). Zu den Attraktionen gehören das brandneue Kabinett der Medaillen sowie das Kabinett der Kuriositäten.

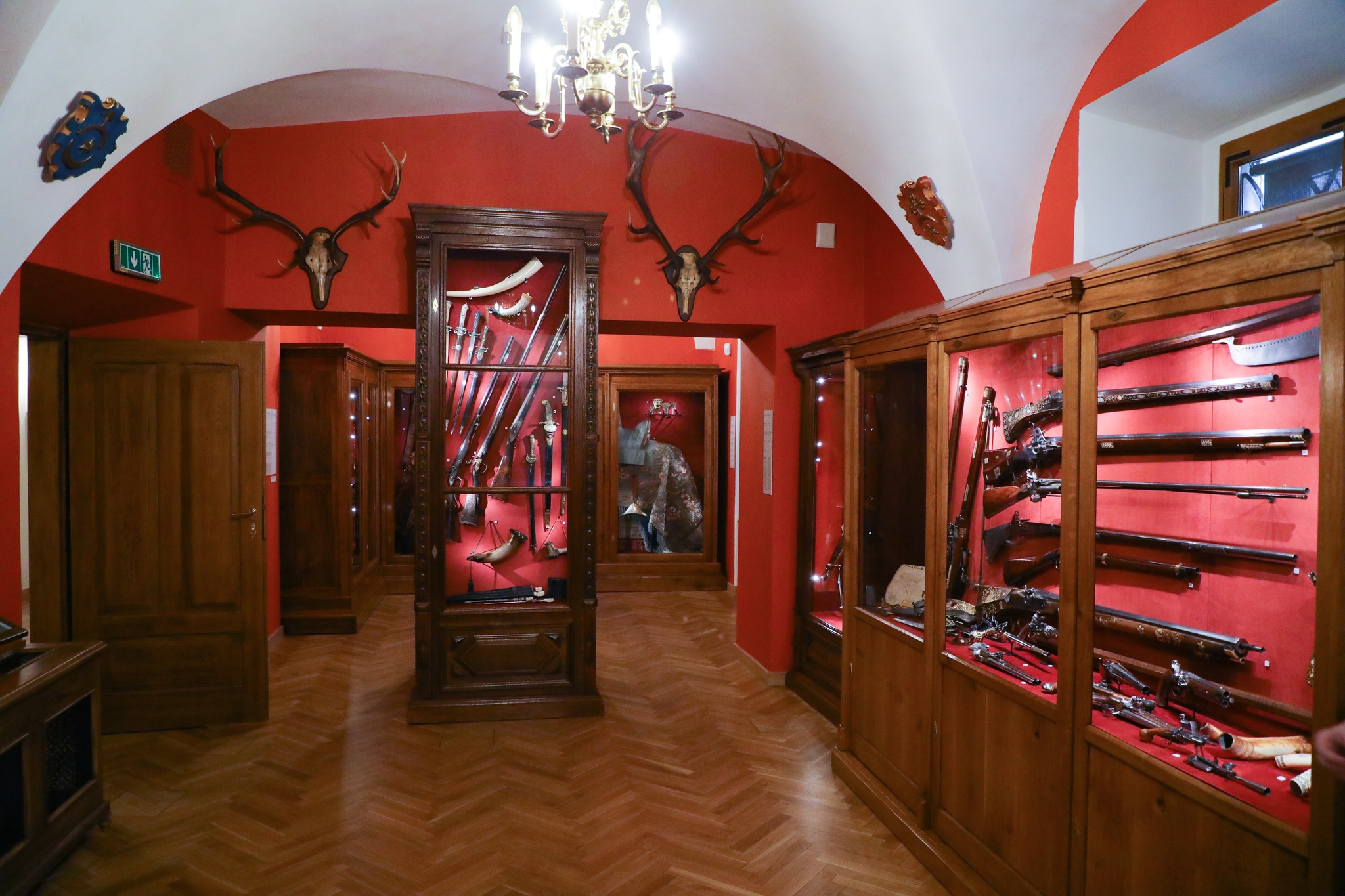
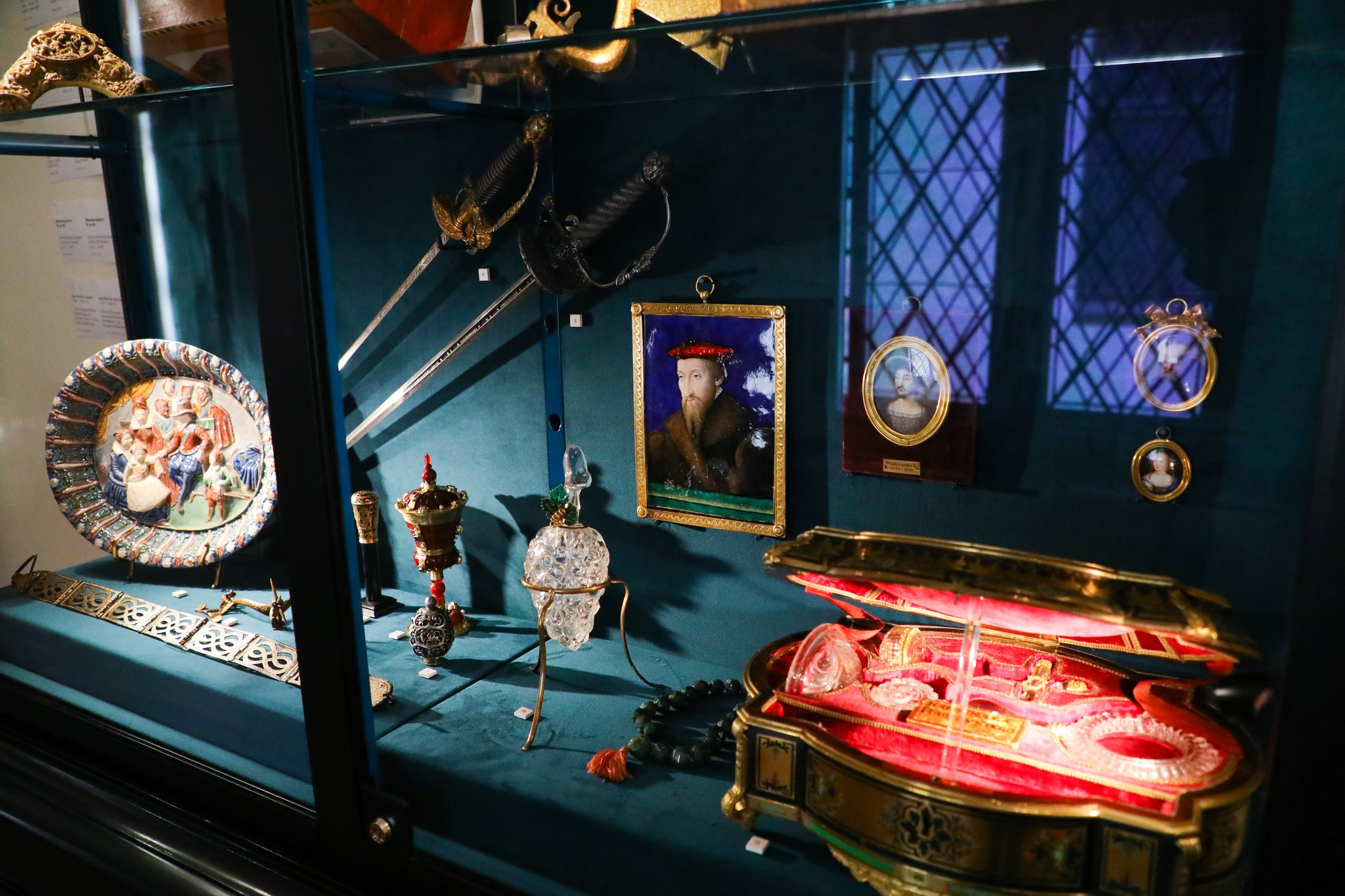

### Arsenal
Das Gebäude des Stadtarsenals (16. und 19. Jahrhundert), zusammen mit den Türmen Stolarska und Ciesielska (14. und 15. Jahrhundert), ist seit 1874 Teil des Sitzes des Czartoryski-Museums in Krakau. Das Gebäude beherbergt eine ständige Galerie antiker Kunst, die einen vollständigen Überblick über die Kunst und Kulturen der Antike bietet. Das Herzstück der Ausstellung bildet die Sammlung, die der Prinz Władysław Czartoryski in der zweiten Hälfte des 19. Jahrhunderts erworben hat.

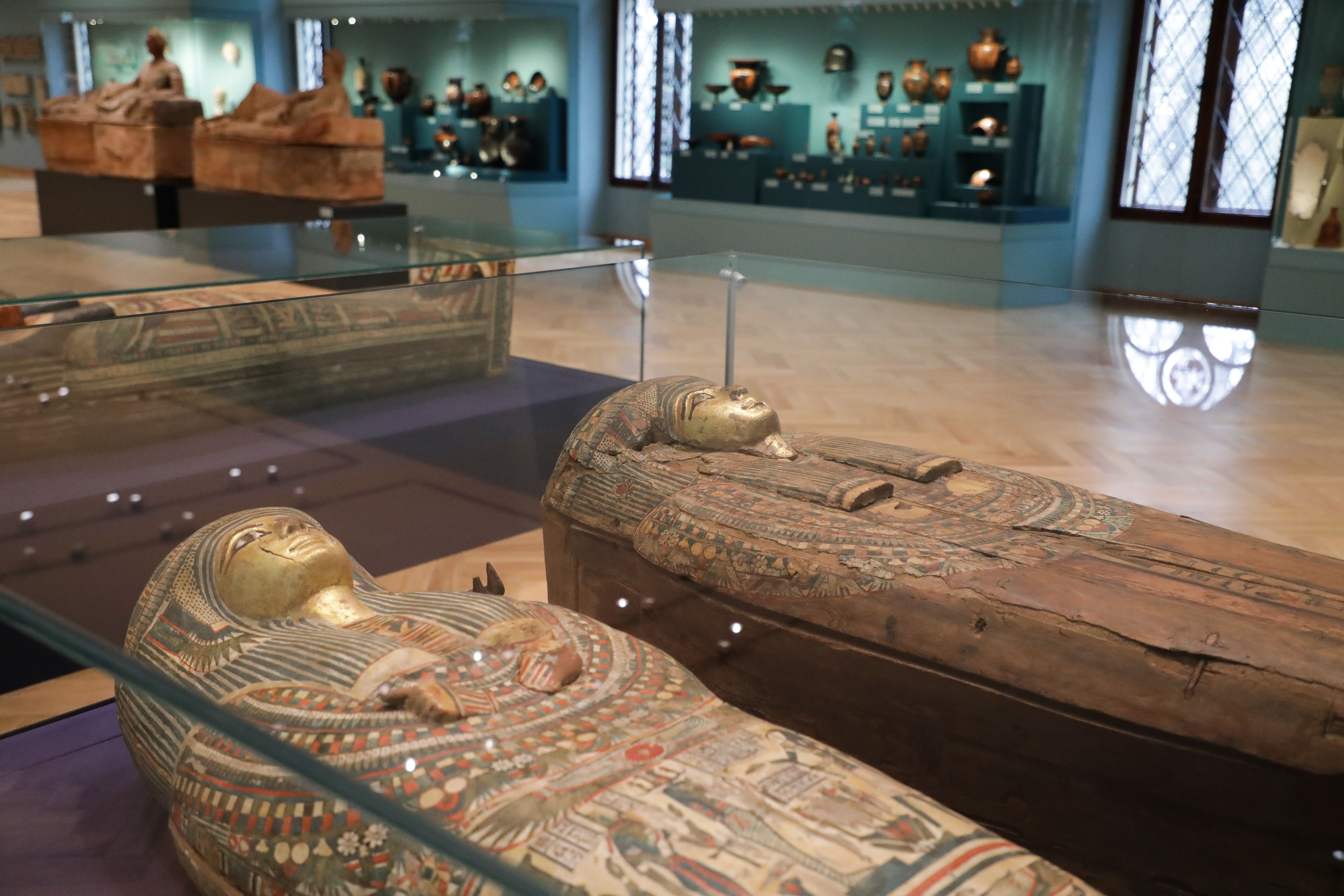
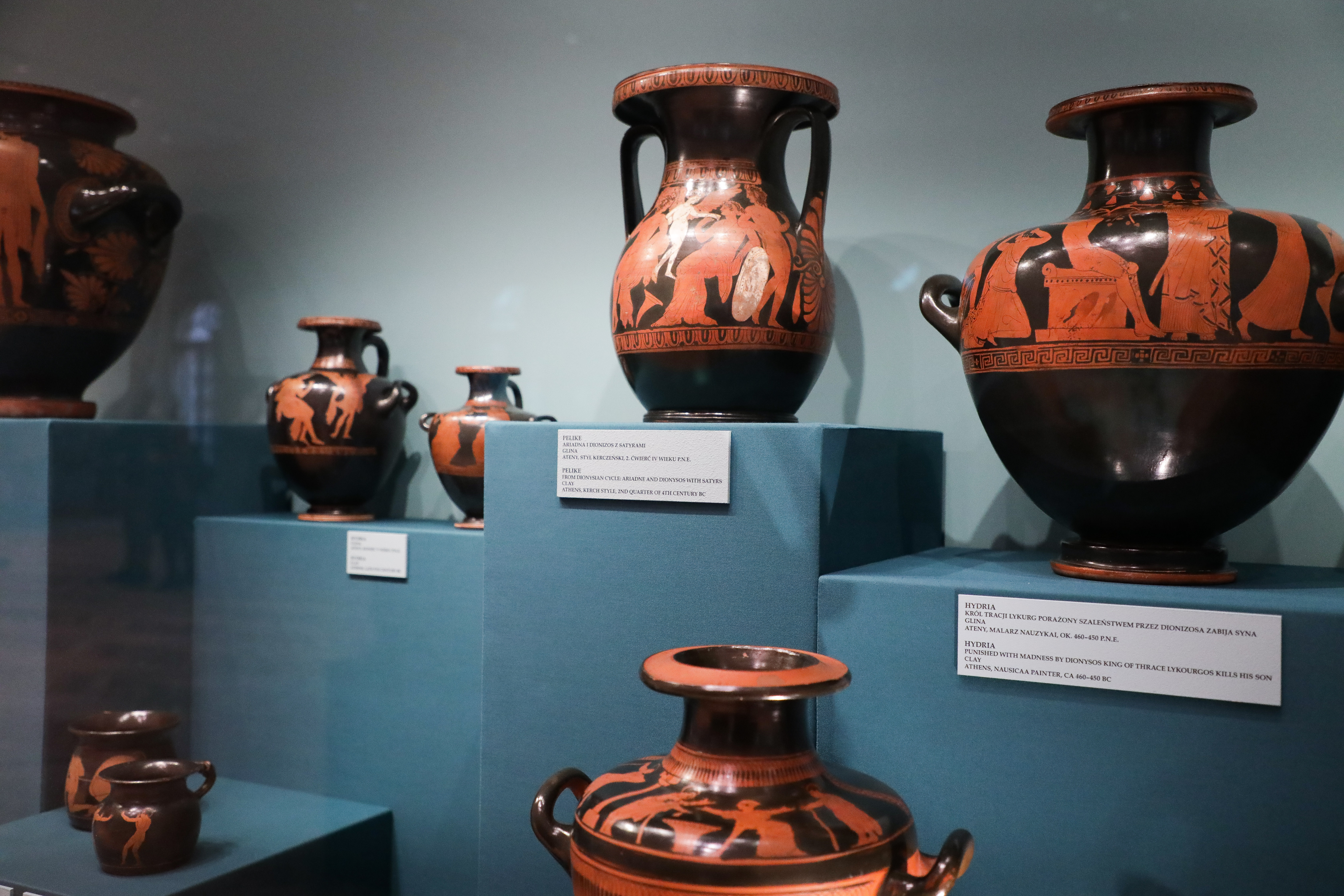
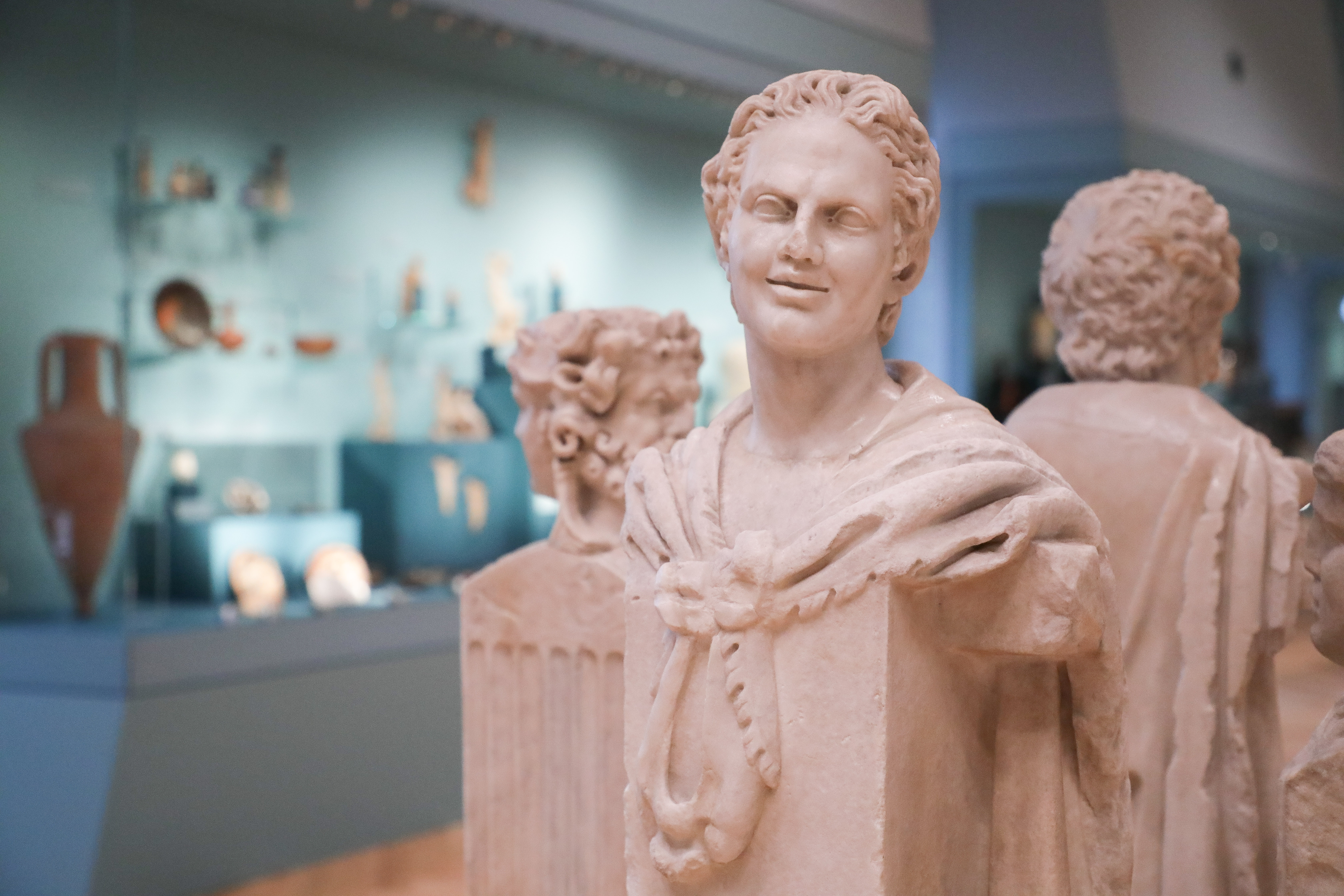
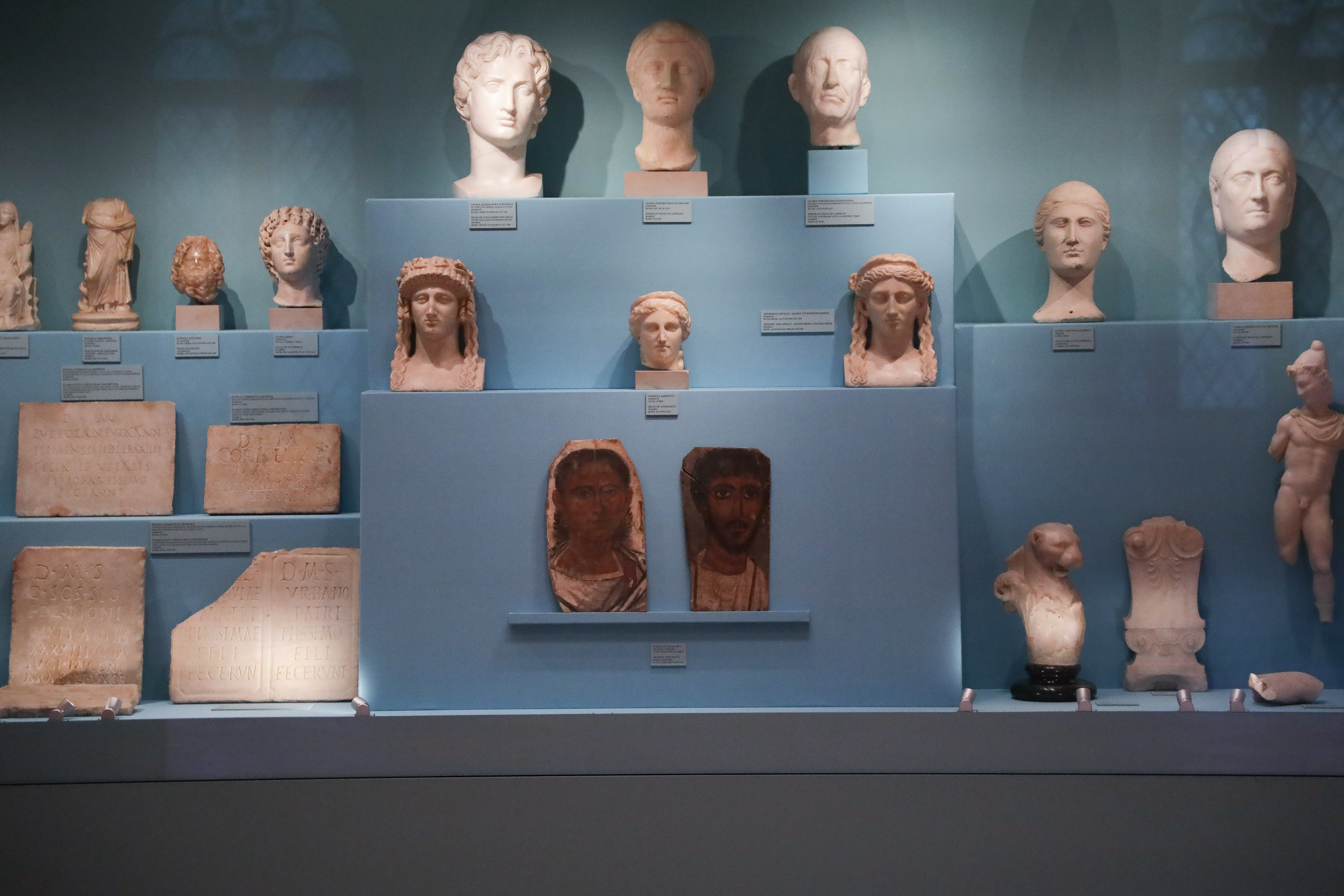

## Bilderauswahl

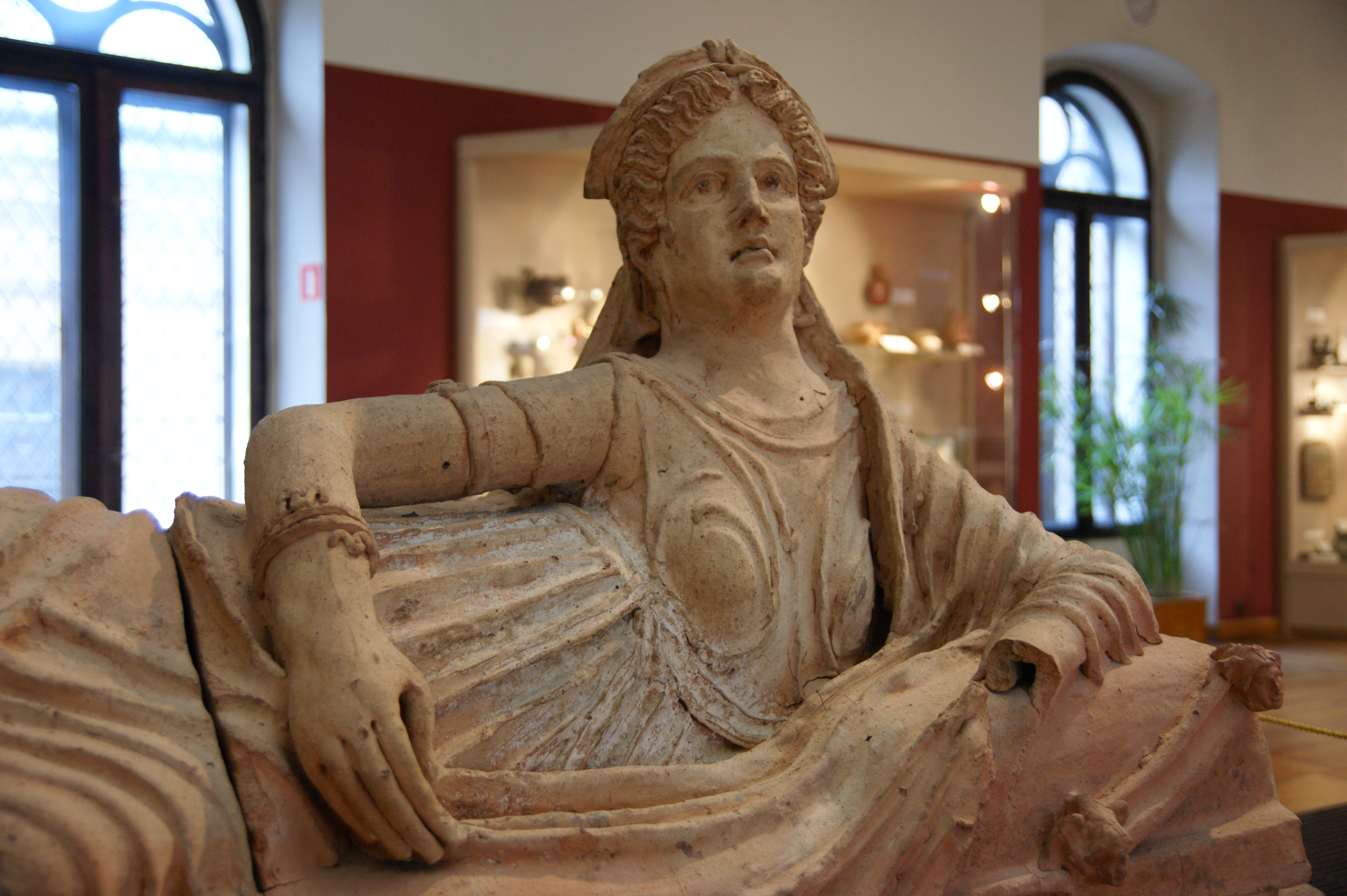
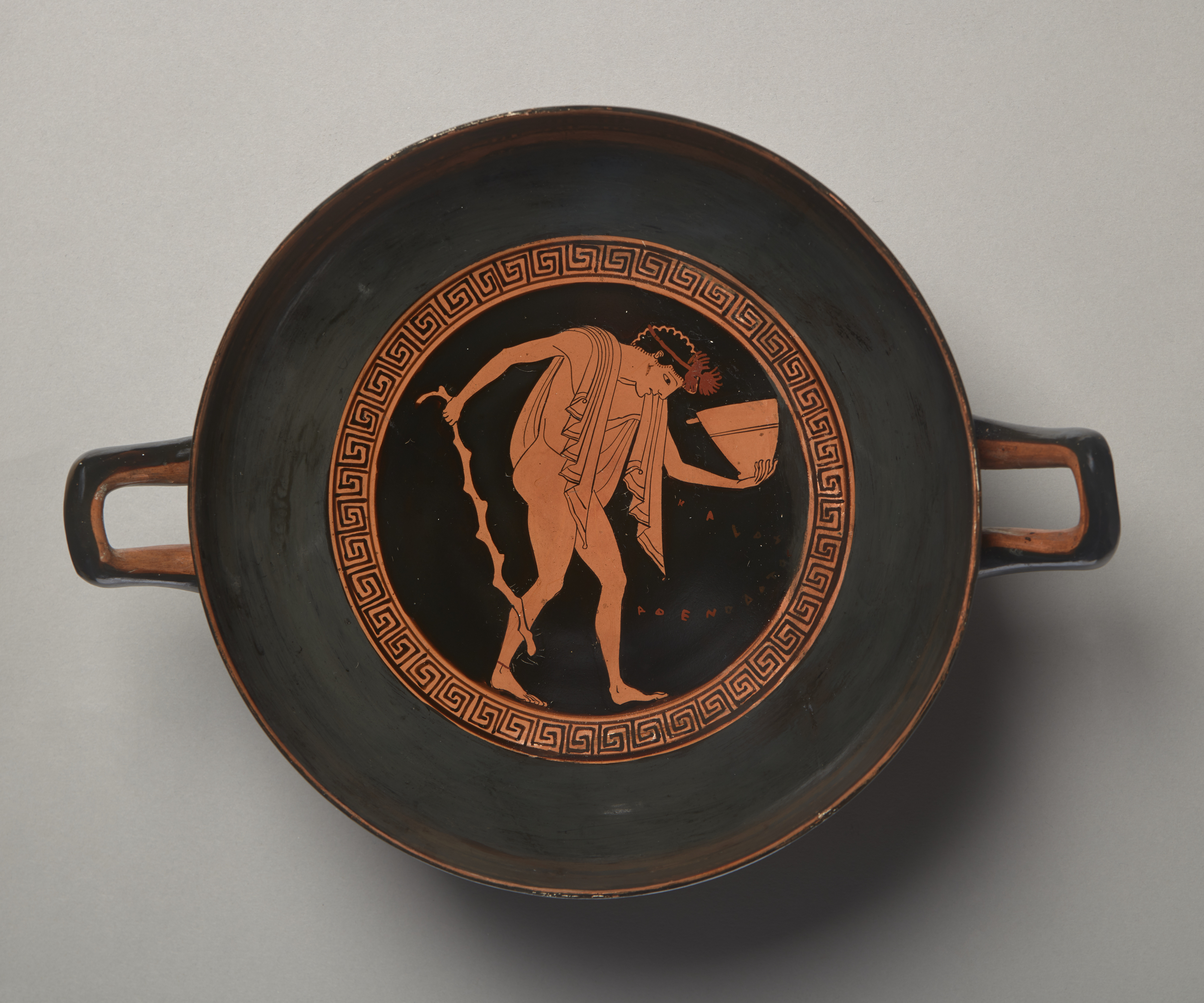
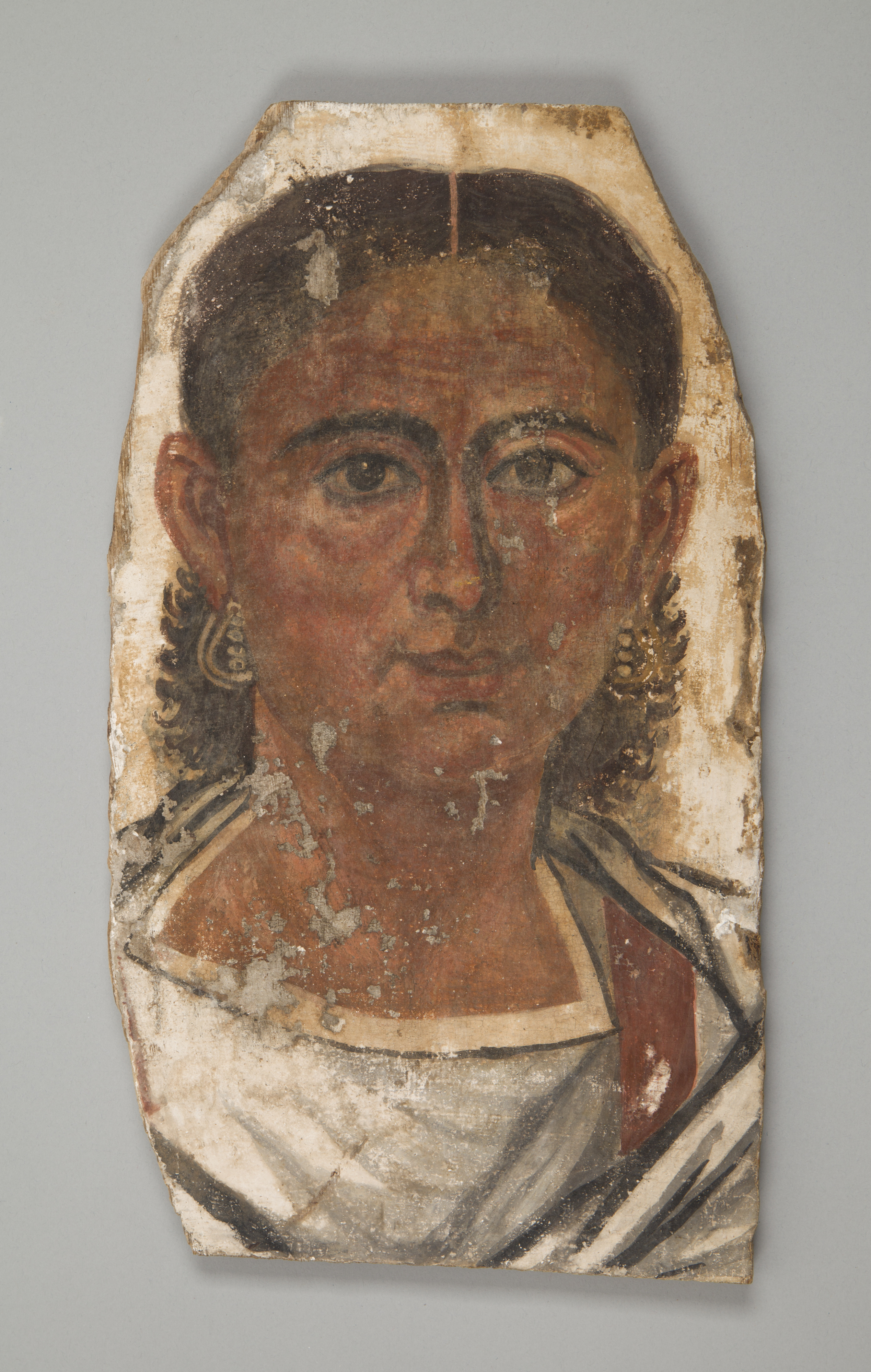
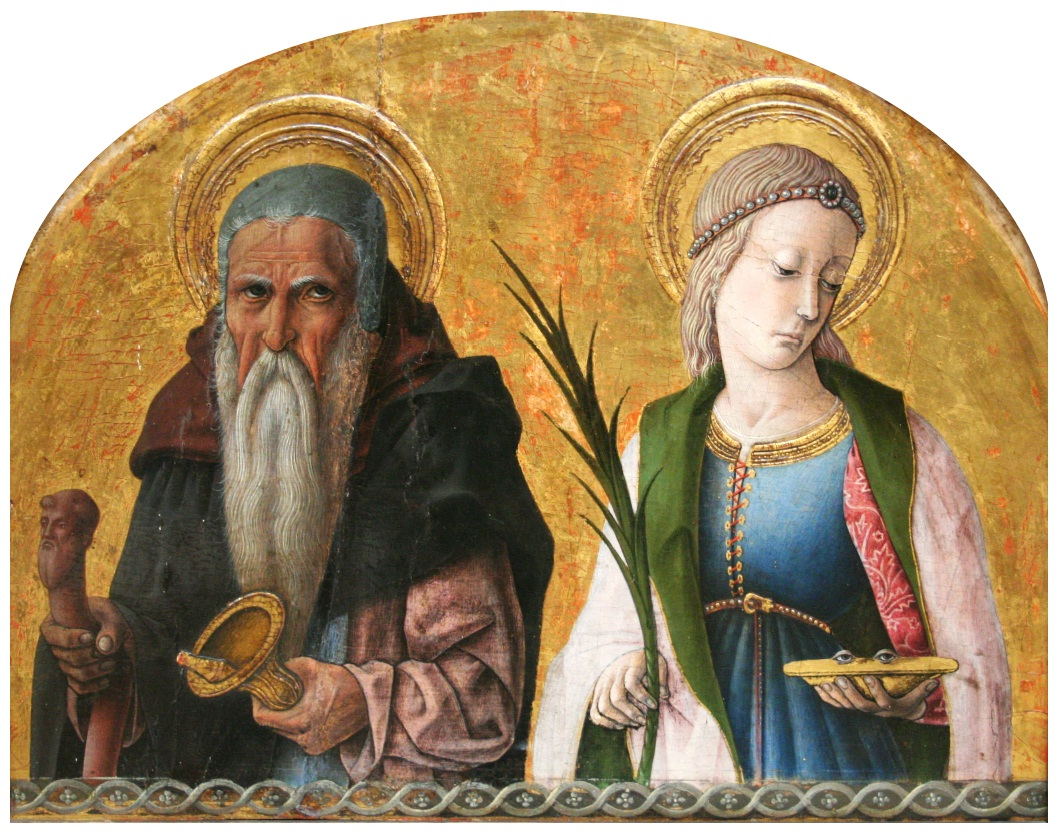
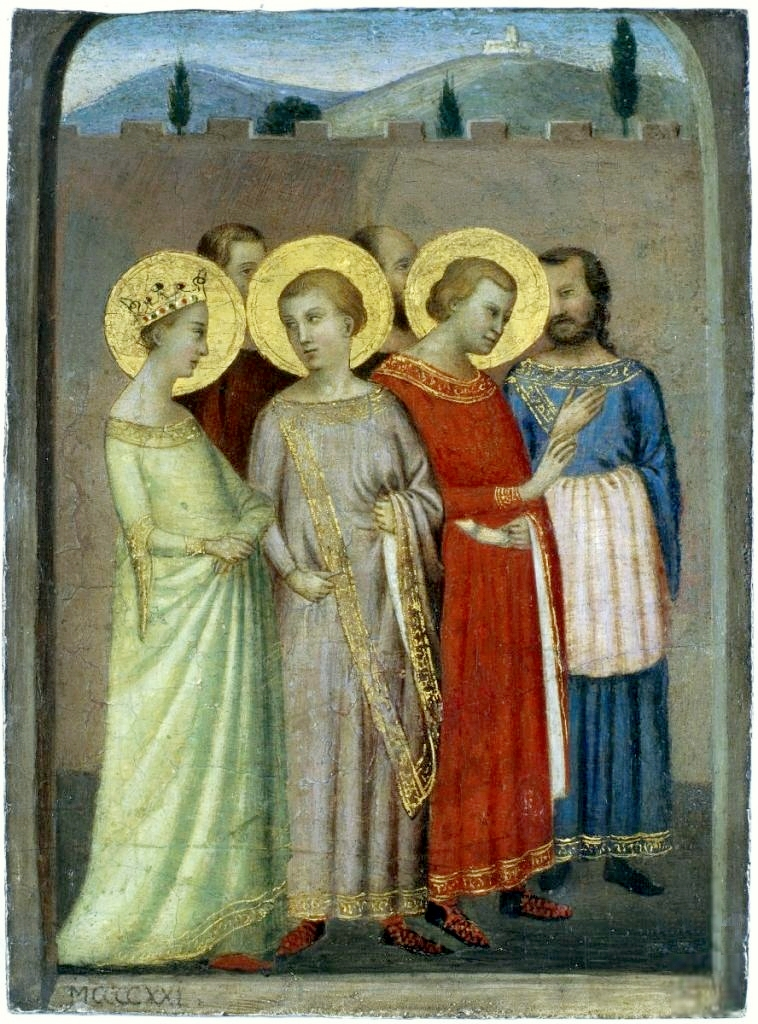
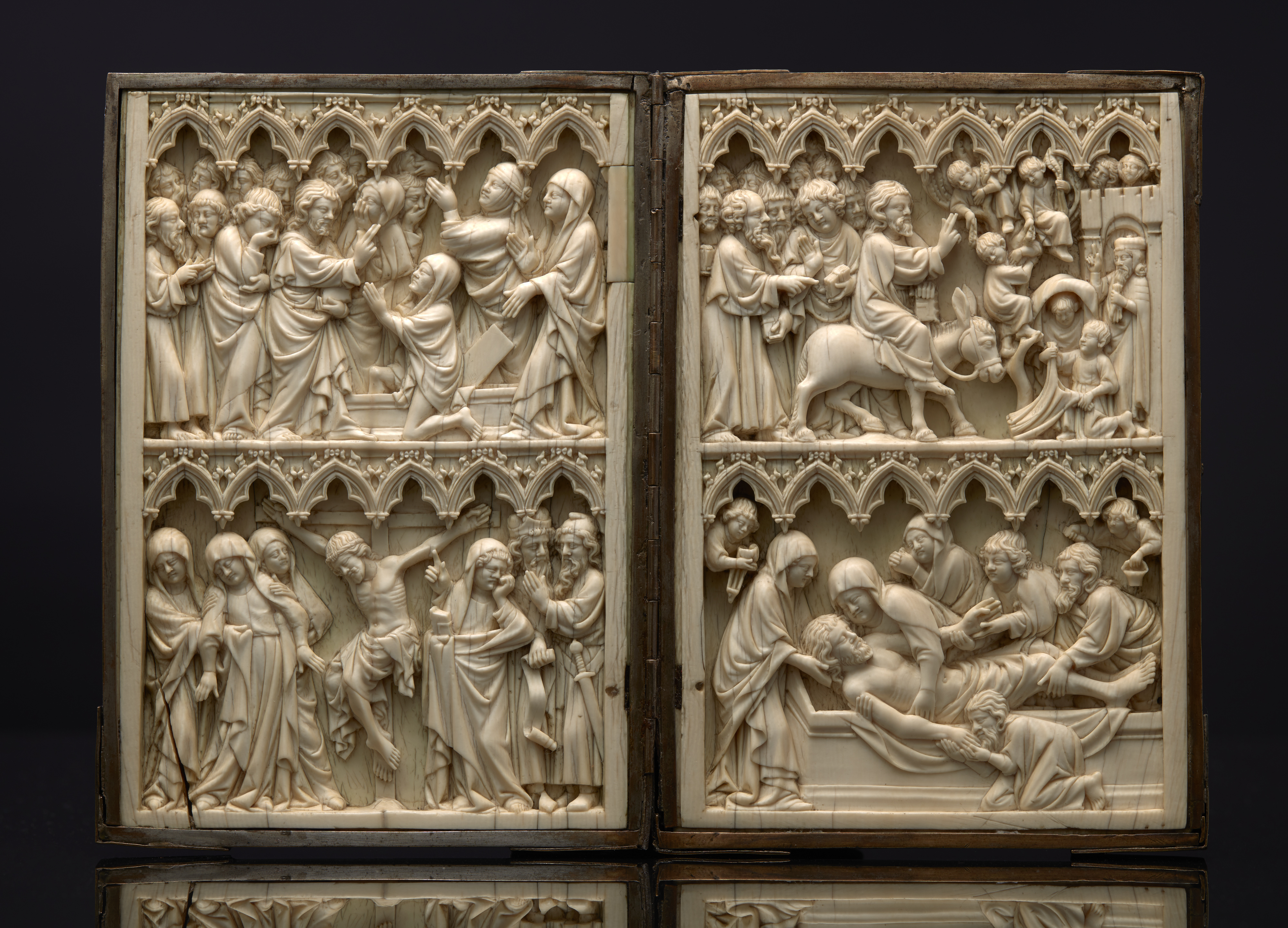
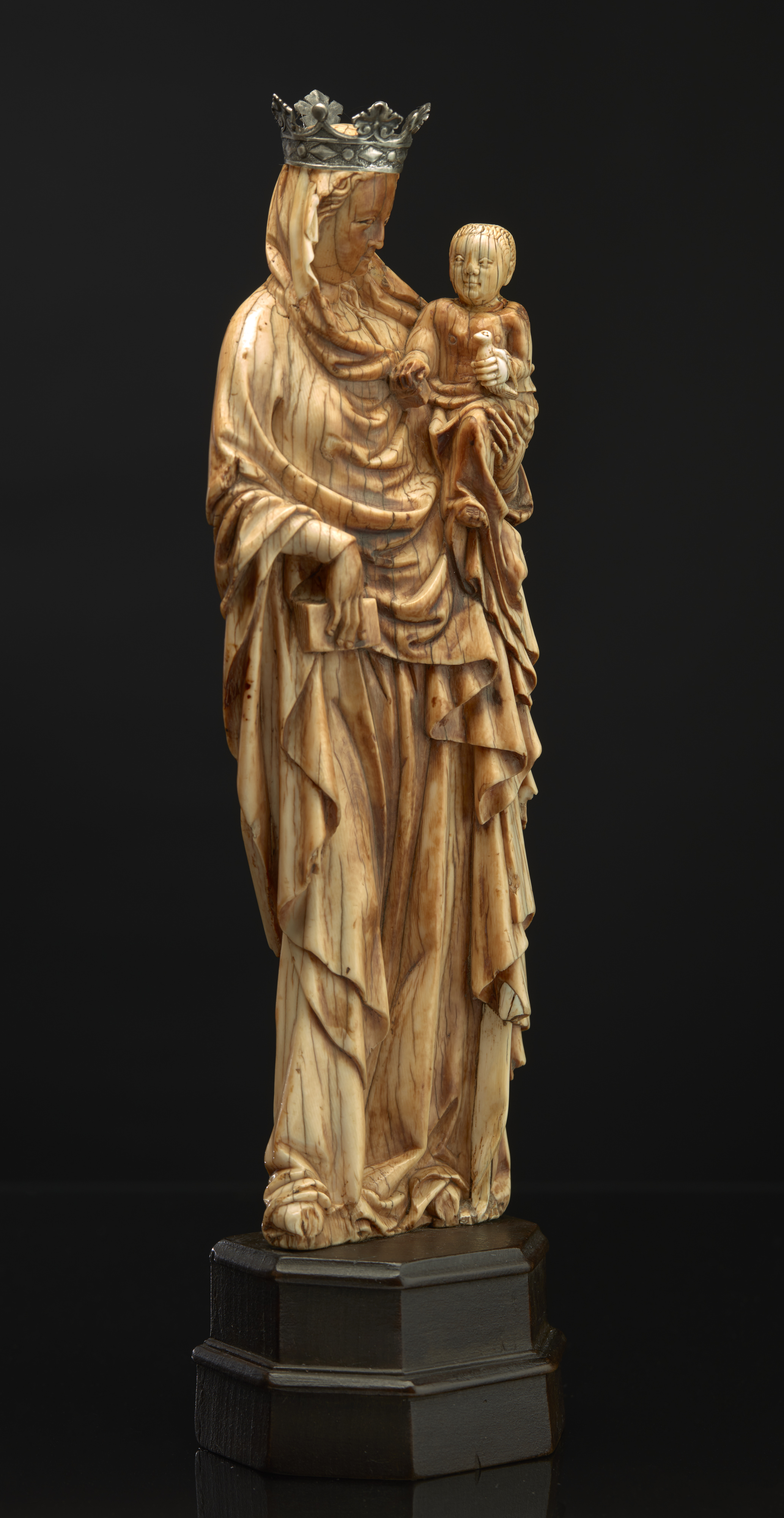
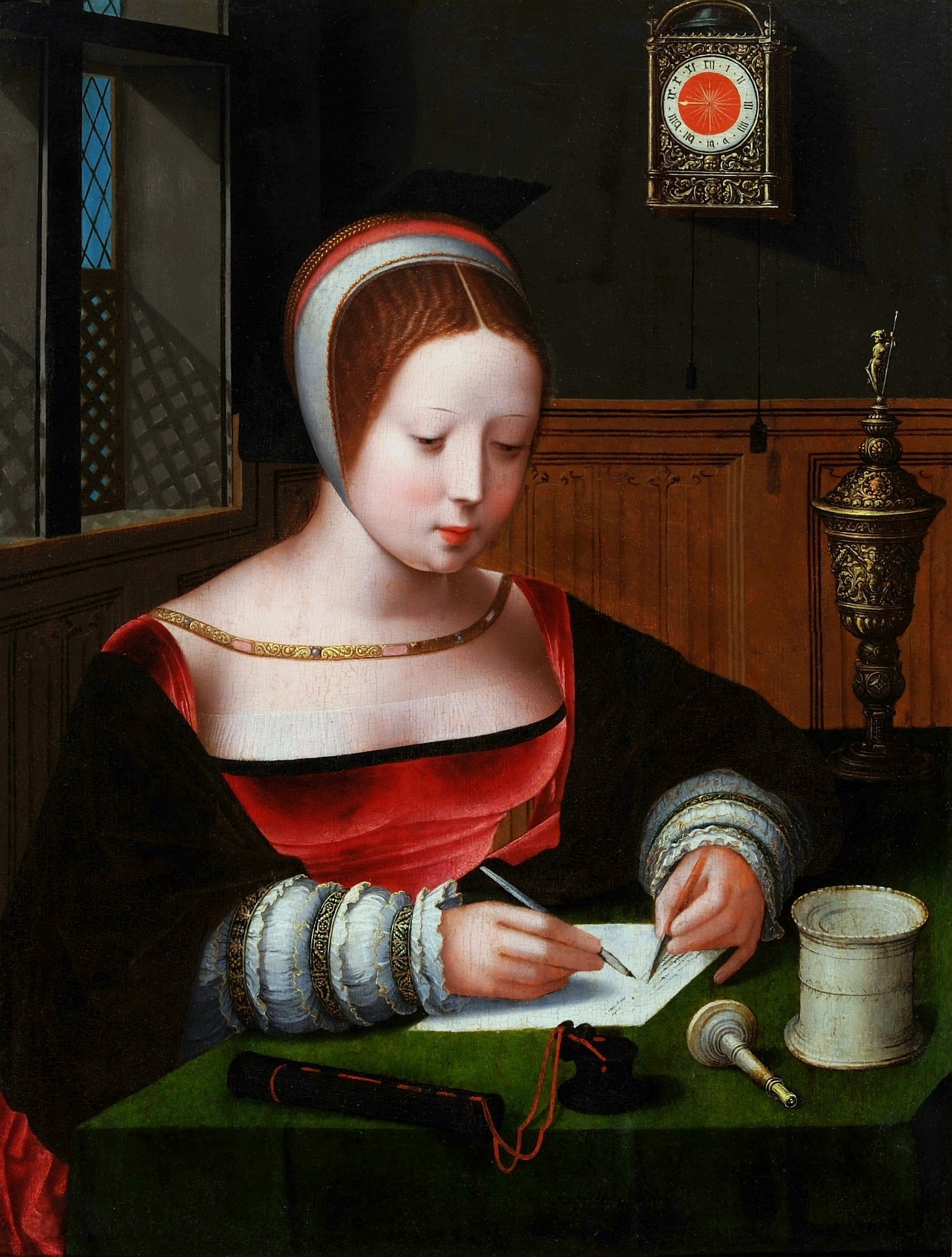
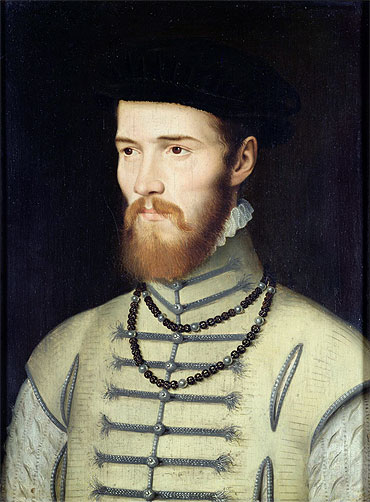
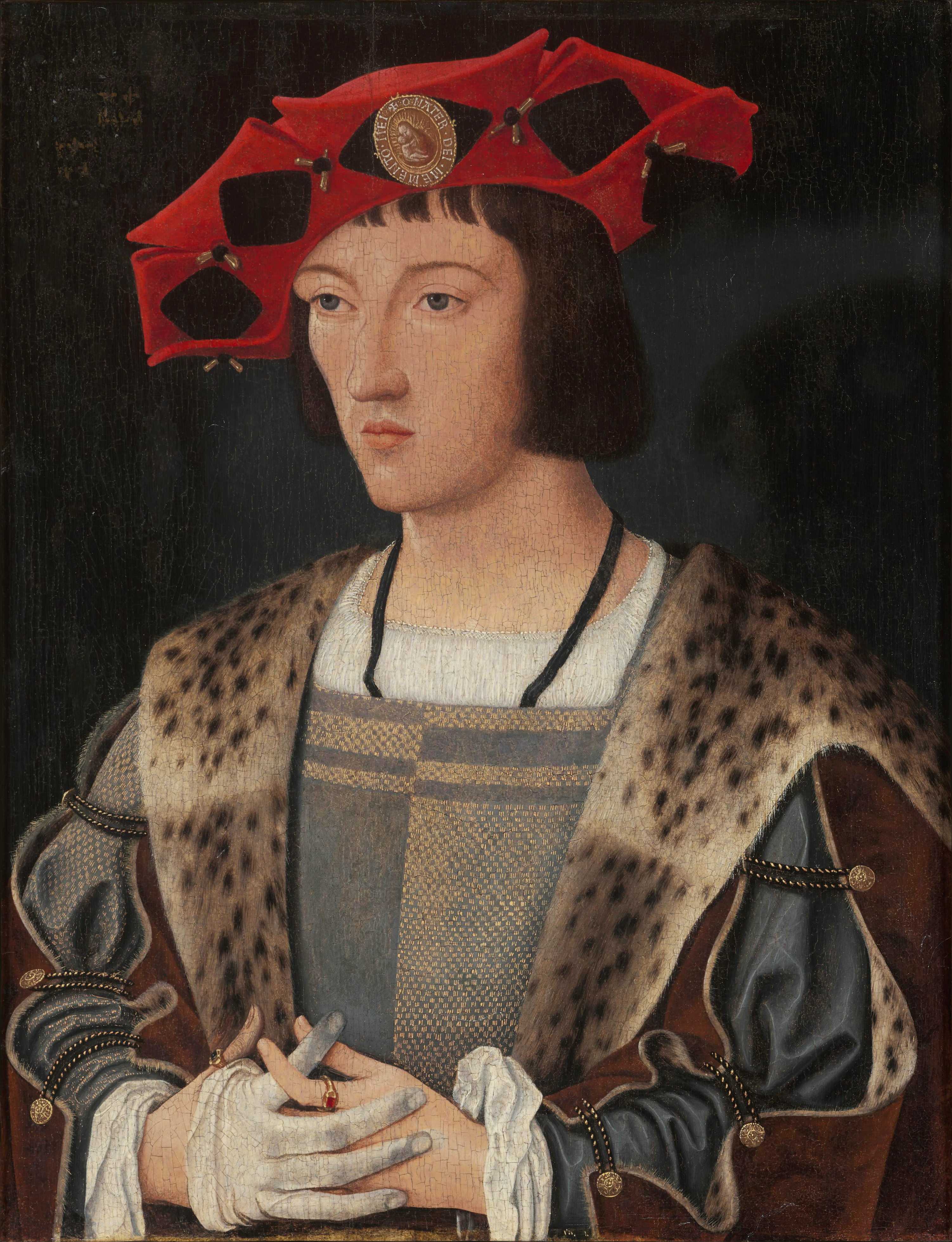
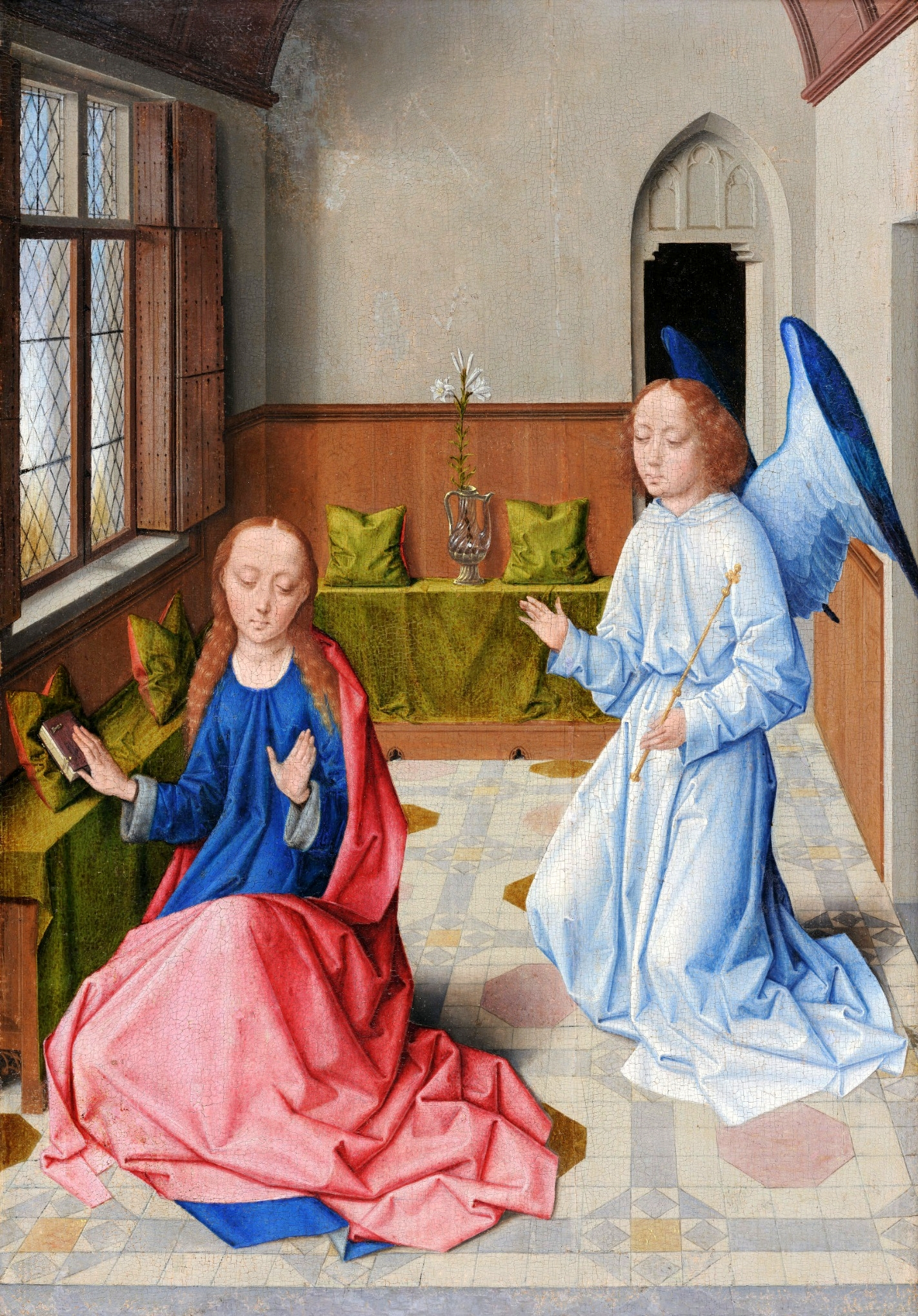
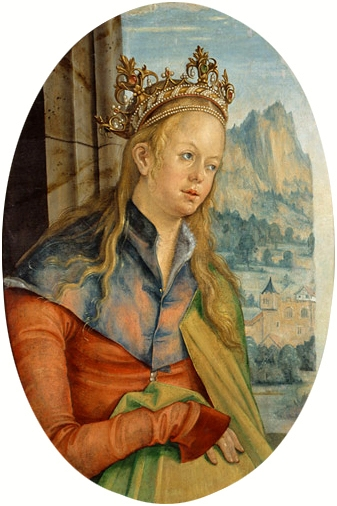
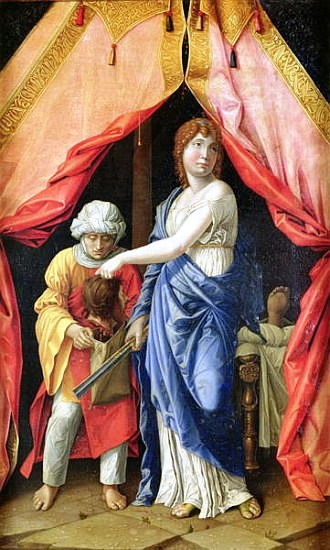
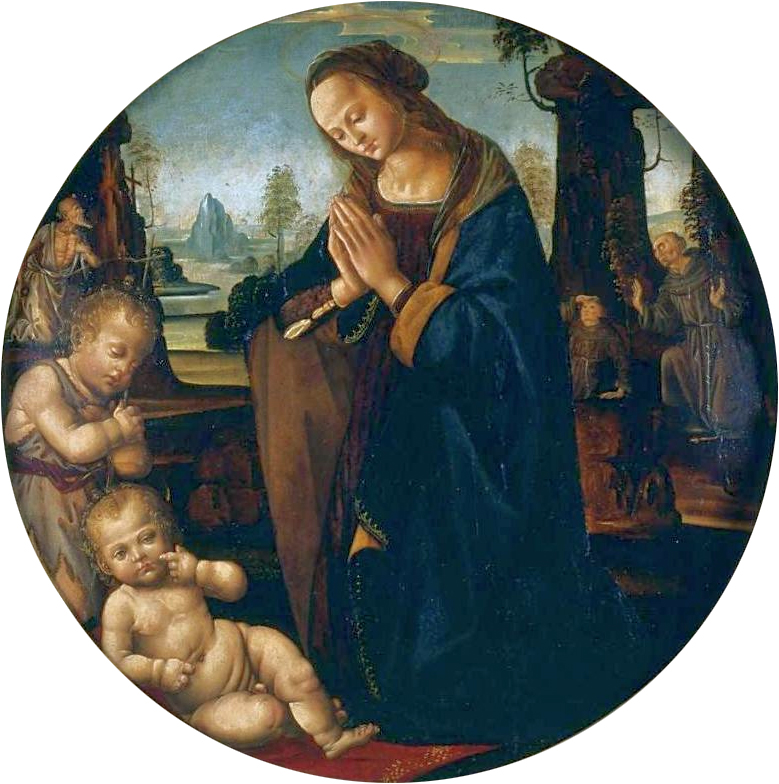
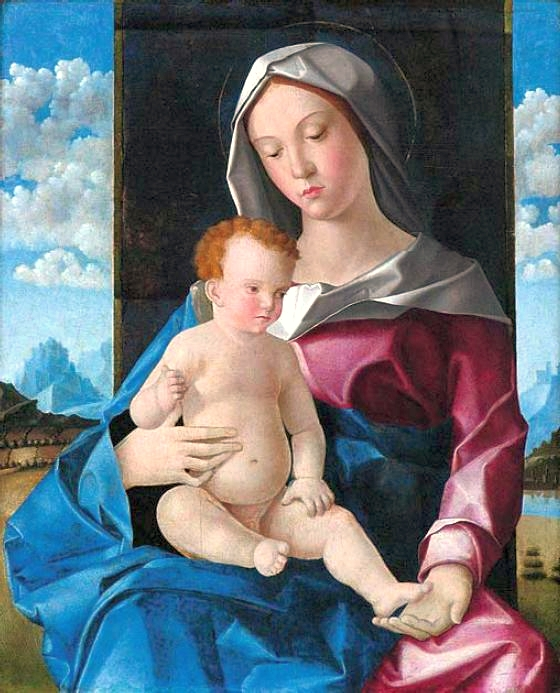
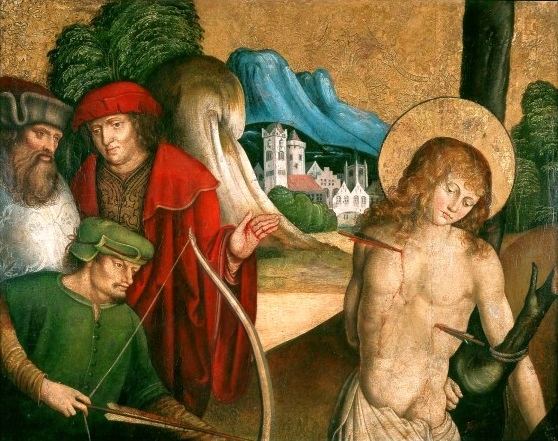
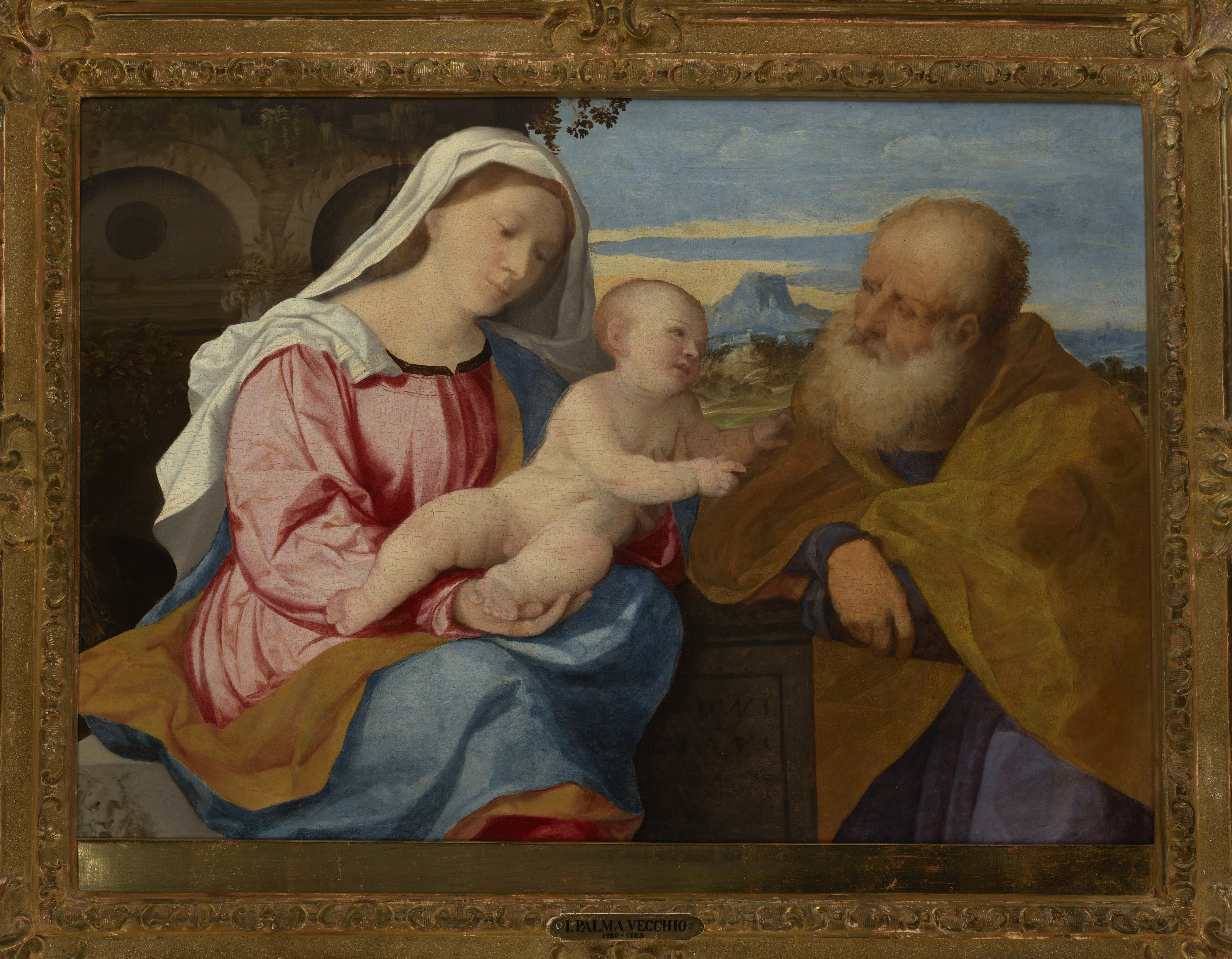
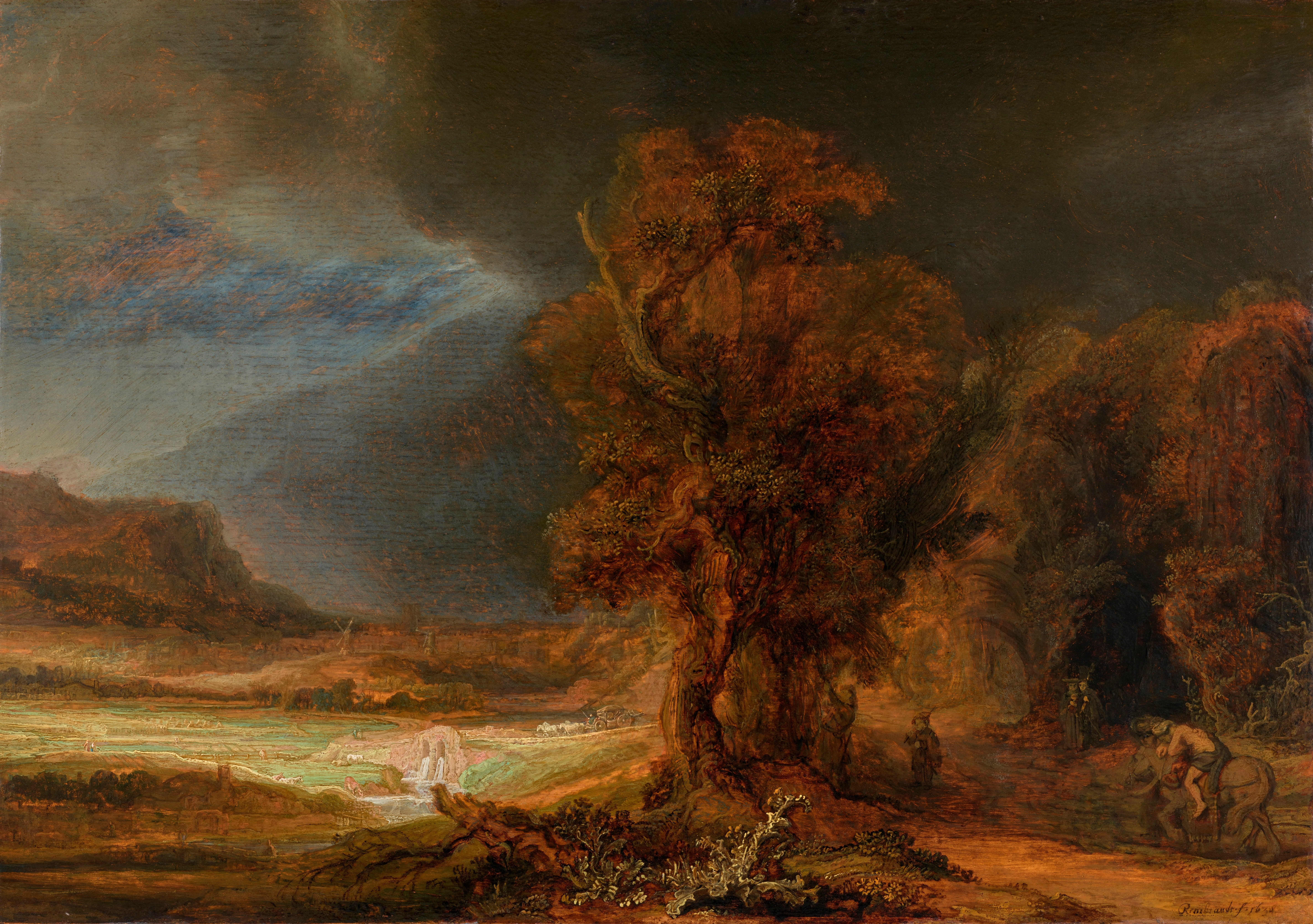
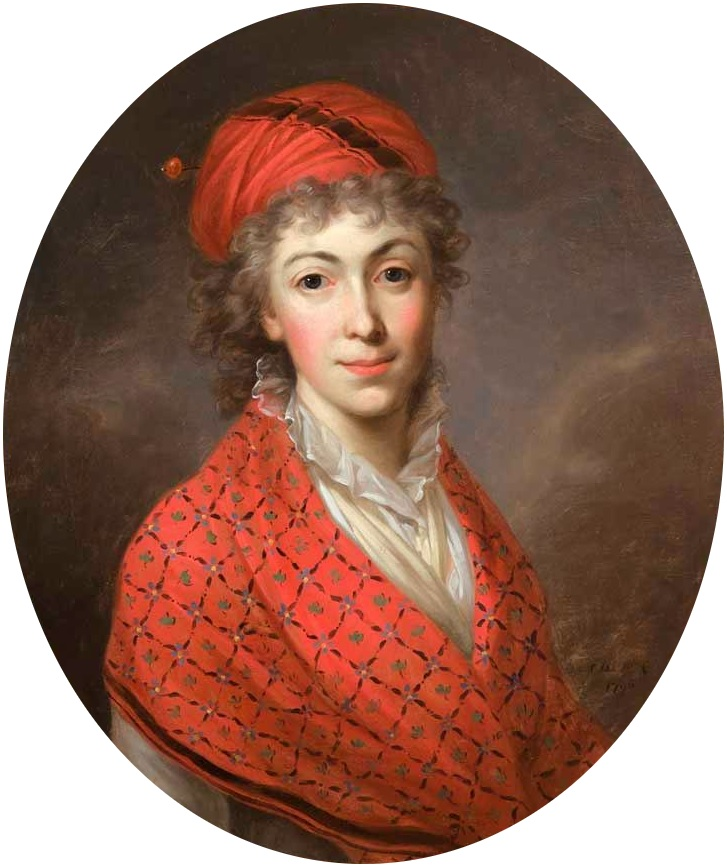